# Stavkirke

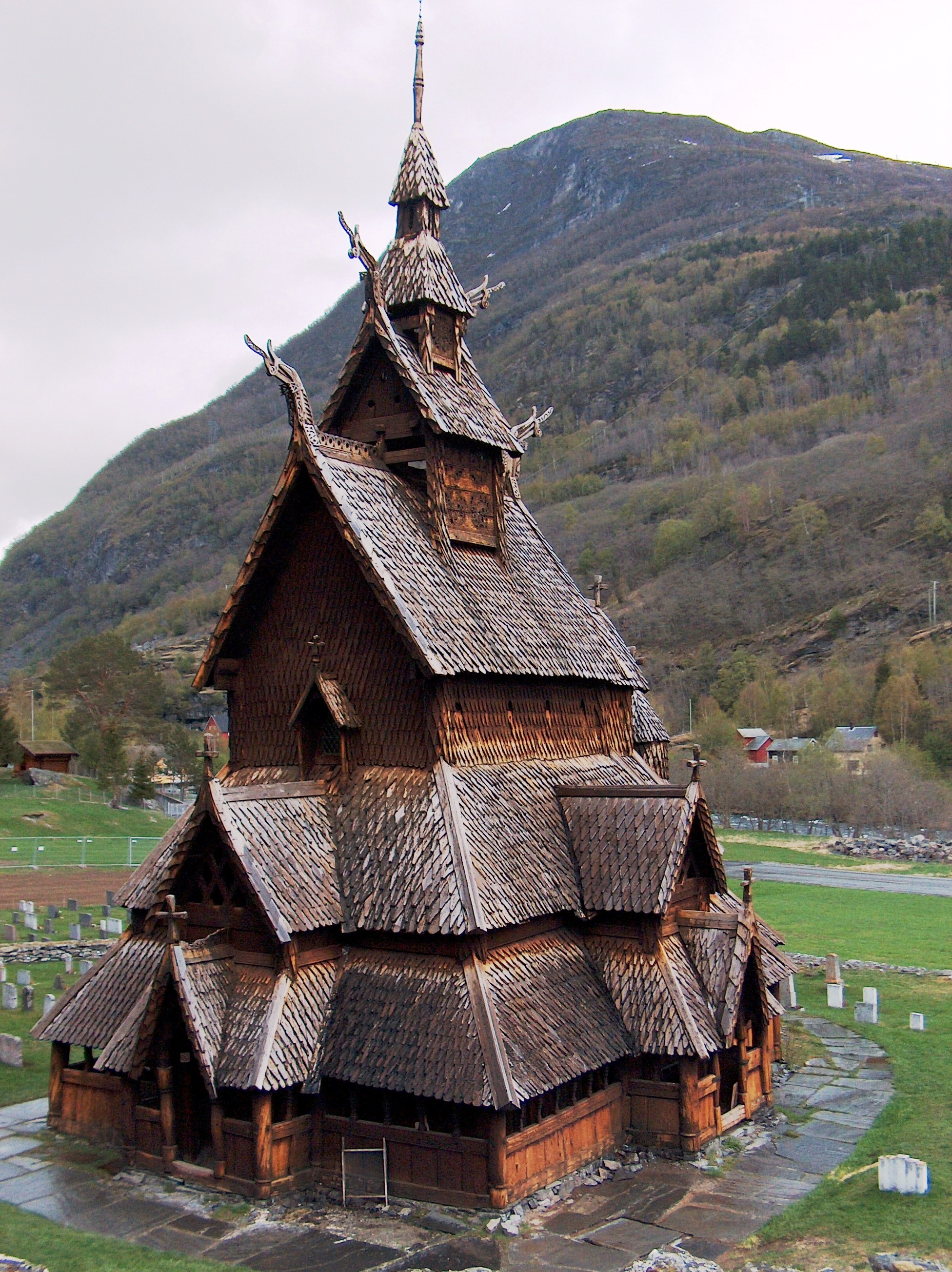
Iglesia de madera de Borgund, en Lærdal (Sogn og Fjordane, Noruega).

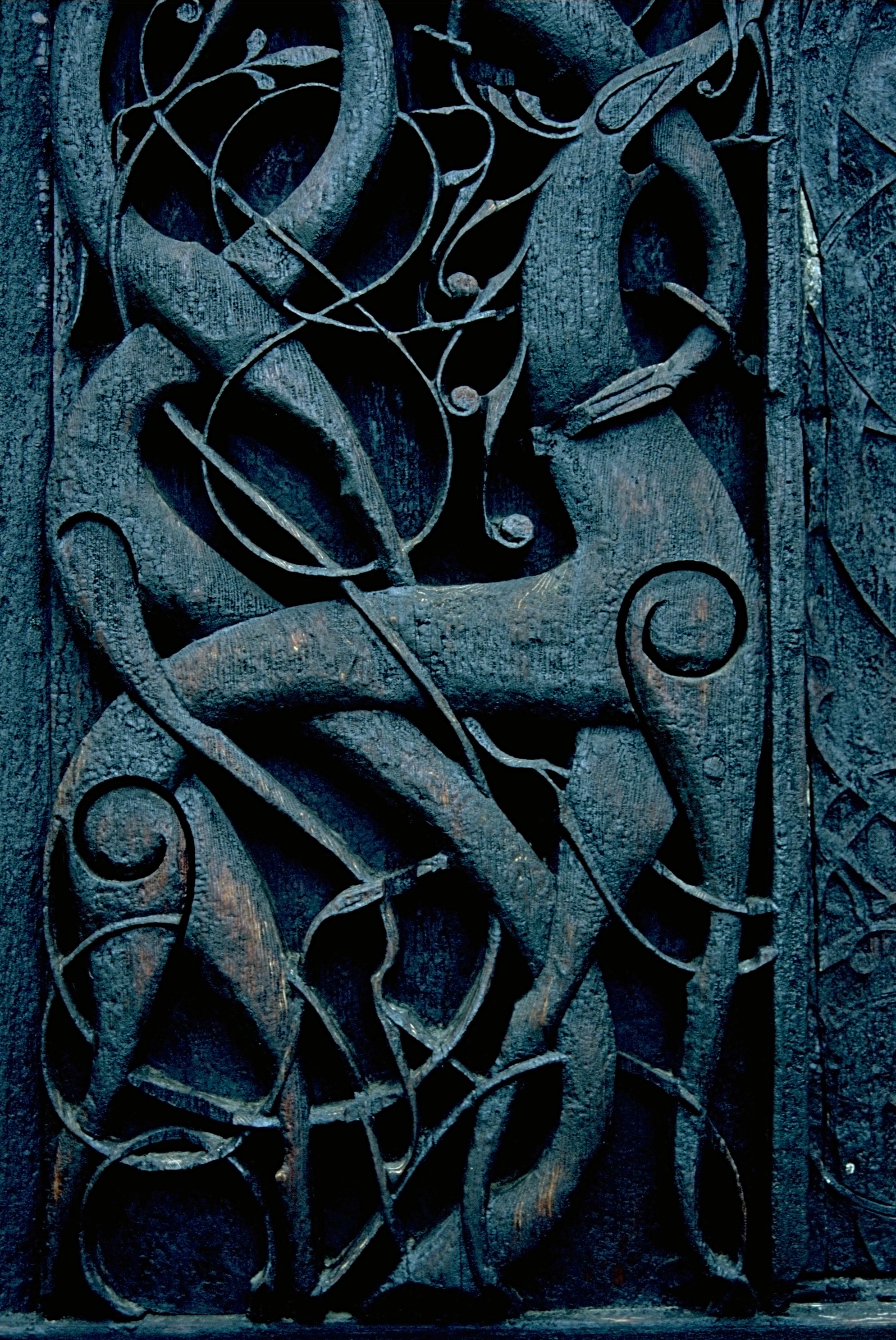
Detalle del portal de la iglesia de madera de Urnes, en Luster, Sogn og Fjordane.

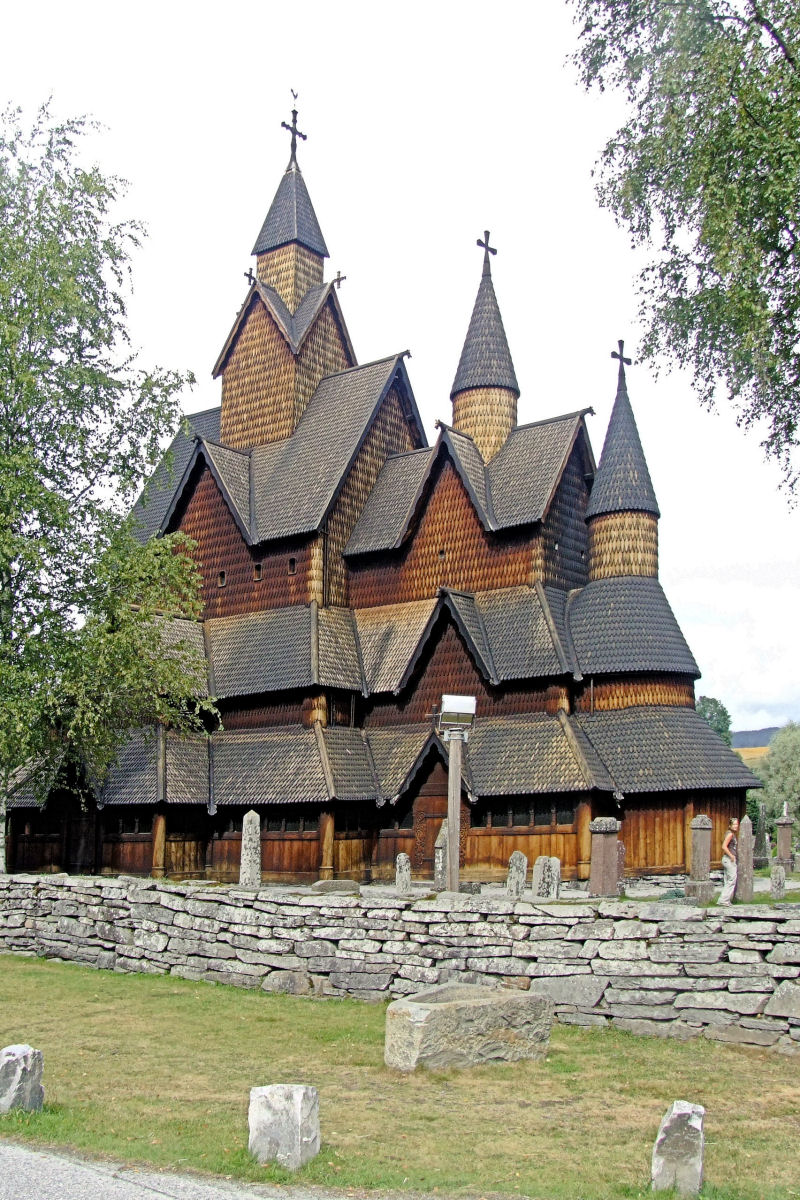
La iglesia de madera de Heddal, la mayor de todas las stavkirke (Notodden, Telemark).

Stavkirke o Stavkyrkje es una palabra noruega con la que se nombra a un tipo particular de templos cristianos medievales construidos de madera, anteriormente comunes en la Europa del Norte pero en el presente confinados casi exclusivamente en Noruega. Las más antiguas tienen edades superiores a los 800 años.
Su característica particular es su técnica de construcción, la stavverk, que consiste en un armazón de madera formado de stav —gruesos postes circulares que le dan nombre a las iglesias— sostenidos por espigas a un marco cuadrado de soleras de madera, que a su vez se halla asentado sobre cimientos de roca, protegiendo a la madera de la humedad. La técnica relaciona a las stavkirke con el entramado de madera, y les confiere, además de resistencia a las condiciones climáticas, estabilidad y rigidez. La stavverk es descendiente de las desaparecidas iglesias de postes, construcciones de técnica más sencilla, aunque en ocasiones bastante similares a las propias stavkirke.
La planta de las stavkirke más sencillas se divide en una nave y un coro, mientras las más evolucionadas se asemejan a las basílicas románicas, con el techo escalonado y pilares en el interior de la nave. Esa similitud, además de la decoración escultórica y pictórica, ha hecho suponer que las stavkirke tienen sus orígenes en el arte románico, pero esta teoría no es compartida por varios expertos.
En la actualidad, quedan en pie 28 stavkirke medievales en Noruega, una en Suecia y una más en Polonia (esta última de origen noruego). Entre las más conocidas figuran la Iglesia de Borgund, de espectacular diseño y la mejor representante del género, y la Iglesia de Urnes, probablemente la más antigua y un descollante ejemplo del arte decorativo nórdico, declarada Patrimonio de la Humanidad por la Unesco.

## Historia

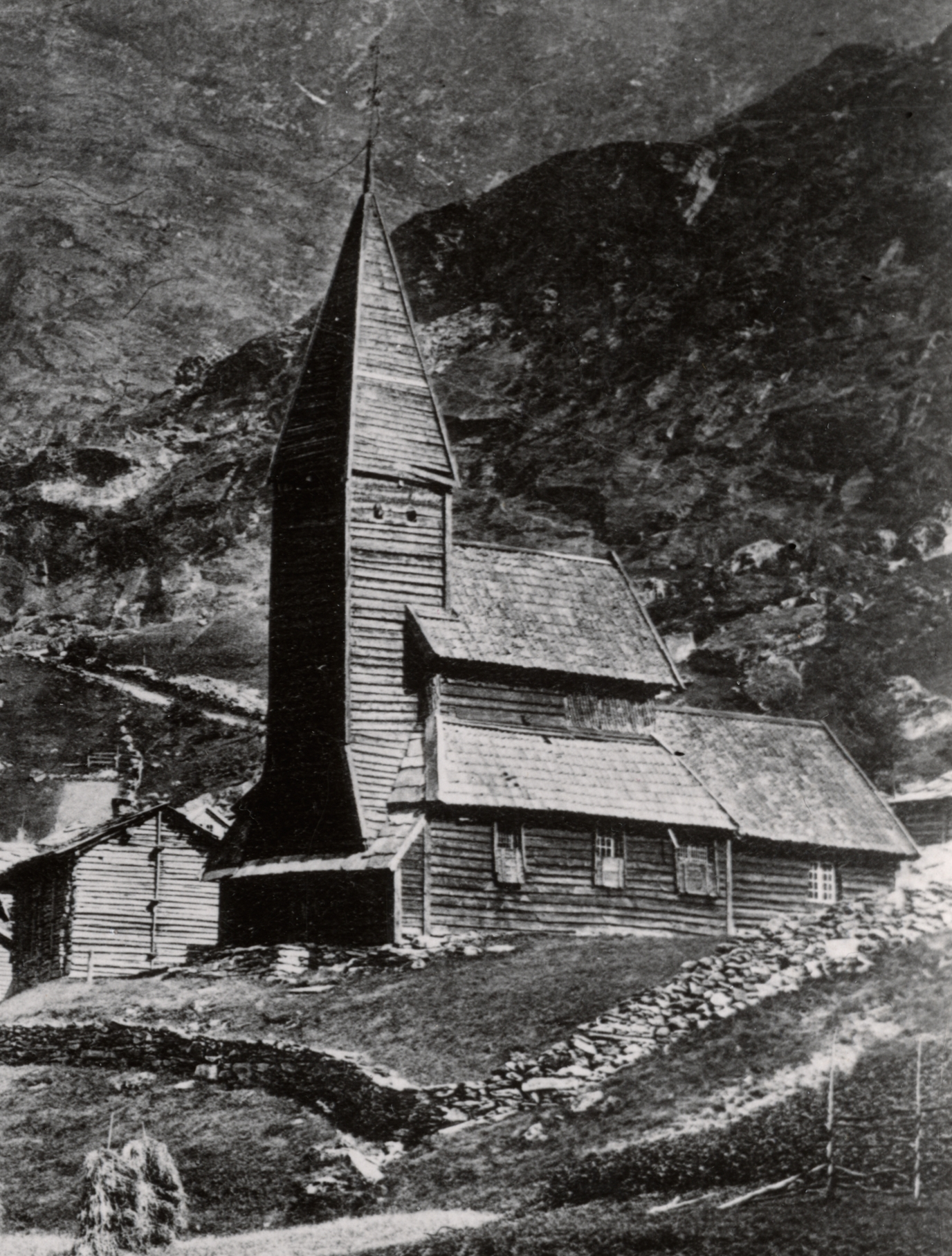
La iglesia de Fortun, antes de ser trasladada a Bergen.

Las stavkirke llegaron a ser comunes durante la Edad Media en el noroccidente de Europa. Solo en Noruega, se considera que existieron en un número aproximado de 2000. El número de stvakirke construidas en otras partes de Europa y en Islandia se desconoce. Anteriormente, se creía que las stavkirke habían sido el primer tipo de templos cristianos construidos en Escandinavia, pero ahora se sabe de la existencia de una forma más antigua, las llamadas iglesias de postes, si bien las diferencias entre ambos tipos de templos llega a ser bastante pequeña. Las stavkirke fueron consideradas obsoletas desde la Edad Media y se reemplazaron casi en su totalidad. En Noruega, no fueron reemplazadas tan rápido como en otros lugares de Europa, y varias de ellas alcanzaron el siglo XIX.
Anteriormente, en los países nórdicos, el término stavkirke incluía a todas las iglesias medievales construidas en madera, y por ende, en la definición se incluyeron erróneamente los restos de iglesias de postes y de iglesias en empalizada, así como la Iglesia de Greensted, en Inglaterra.
Las excavaciones arqueológicas revelaron que las stavkirke son en realidad descendientes de construcciones en empalizada y de las más recientes iglesias de postes. Se conocen edificios en empalizada que datan de la Era Vikinga; estos eran edificios sencillos compuestos de troncos partidos a la mitad cuyo extremo inferior se enterraba en el suelo, formando una pared que se dotaba de un techo. Pese a su sencillez, la construcción podía perdurar por décadas o incluso por siglos, sobre todo si se construía sobre grava.
En las iglesias de postes, los muros se colocaban sobre una solera, y únicamente los postes esquineros eran clavados en el suelo.
La siguiente fase partió de la observación de la susceptibilidad de los postes esquineros a la putrefacción, al estar en contacto con el suelo húmedo. Para evitar eso, los postes fueron colocados sobre grandes piedras, incrementando así su tiempo de vida.
En las iglesias más evolucionadas, los postes se colocaron sobre un marco rígido de soleras que descansaba sobre cimientos de piedra. Esta es la stavkirke en su forma más madura.

### Noruega

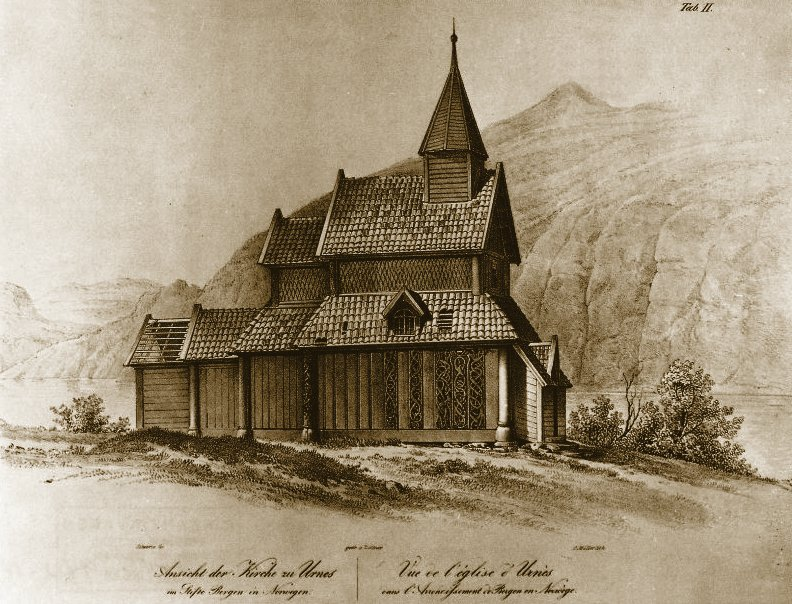
La iglesia de Urnes, dibujada por Johan Christian Dahl.

Noruega es el país que conserva la inmensa mayoría de las stavkirke. La mayor parte de estas fueron erigidas entre 1150 y 1350, aproximadamente. En la Edad Media hubo un número aproximado de 1000 stavkirke en el país, aunque según otras estimaciones, el número podría ascender hasta 2000 iglesias. La mayoría desapareció entre 1350 y 1650, coincidiendo con eventos como la peste negra y la reforma protestante. En 1650 quedaban cerca de 270, cien años después 34, hasta llegar a la cifra actual de 28.
El libro De Norske Stavkirker (Las Stavkirke Noruegas) de Lorenz Dietrichson de 1892, es una de las obras fundamentales para el estudio de las stavkirke; sin embargo, en él se vertía la creencia que se tenía en el país de que las stavkirke eran una contribución única de Noruega al arte cristiano, teoría que ha sido desechada con los numerosos hallazgos arqueológicos que prueban su existencia por todo el norte de Europa.

#### Ley del Gulating

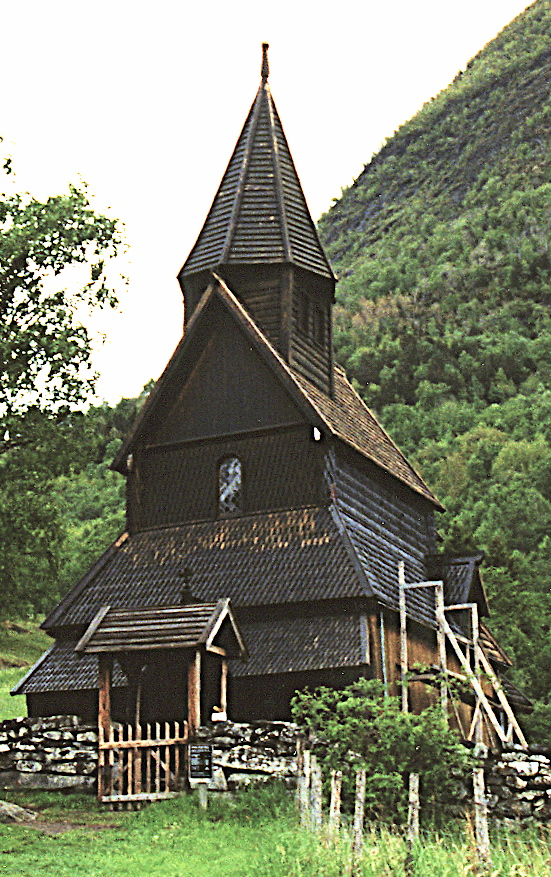
La Iglesia de Urnes en su aspecto actual.
Foto de Nina Aldin Thune

El Gulating fue una asamblea que sirvió como poder legislativo y judicial para el sur y el occidente de Noruega durante la Edad Media. La ley del Gulating fue escrita por primera vez en el siglo XI, y en el capítulo 12 se habla sobre las stavkirke:
Si un particular construye una iglesia, sea noble o campesino, o sea quien sea quien construya la iglesia, debe mantenerla en pie y evitar que su basamento se arruine. Pero si la iglesia se pudre y los postes esquineros se caen, él tendrá que llevar madera en un plazo no mayor a doce meses; si no hace esto, pagará tres marcos de multa al obispo y de todos modos llegará con troncos para levantar la iglesia.
En el siglo XIX, los primeros en interesarse por las stavkirke de Noruega fueron los pintores Johannes Flintoe y J.C. Dahl, quienes escribieron sobre ellas durante sus viajes a través del país. Dahl fue quien tomó la iniciativa de rescatar la iglesia de Vang de ser derribada tras la promulgación de la nueva ley eclesiástica de 1851, que establecía que las iglesias parroquiales de Noruega debían tener cupo para al menos una tercera parte de la población de la parroquia. Varias iglesias fueron rescatadas por la Sociedad para la Preservación de los Monumentos Antiguos. Algunas fueron compradas y permanecieron en su sitio original; otras fueron trasladadas, como la iglesia de Vang, llevada a la actual Polonia. La iglesia de Gol se transportó hacia la colección del rey Óscar II en Bygdøy, y actualmente pertenece al Museo Popular de Noruega. La iglesia de Fortun fue llevada a Bergen, la de Garmo a Maihaugen, y la de Haltdalen al Museo Popular de Trøndelag.

### Suecia

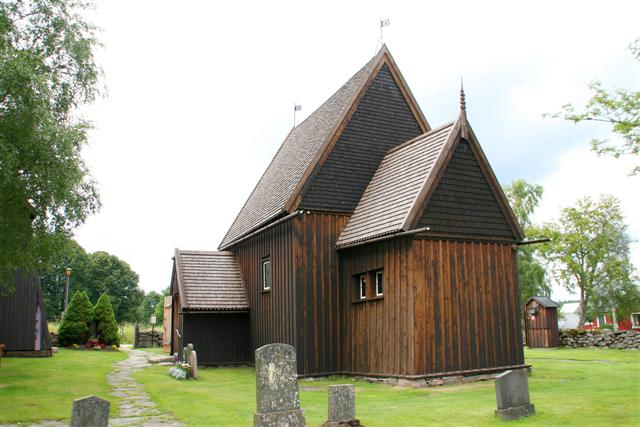
Iglesia de Hedared, en Suecia.

Poco se sabe de las stavkirke medievales de Suecia, a falta de suficientes representantes actuales y de fuentes escritas. La Västgötalagen, un manuscrito legal del siglo XIII, menciona brevemente la constitución de una stavkirke.
Se sabe poco de las stavkirke suecas, ya que solo una de ellas permanece en pie, la sencilla iglesia de Hedared, construida alrededor de 1500 en el lugar de una stavkirke más antigua. La desaparecida iglesia de Skaga se halla asociada a leyendas; construida sobre un lugar de culto pagano, fue demolida en 1826 supuestamente para destruir definitivamente las creencias nórdicas antiguas. Otros restos interesantes son los de la iglesia de Hemse, en Gotland, que aunque llamada stavkirke, en realidad se trata de una iglesia de empalizada. Los restos de Santa María la Menor en Lund comprenden rastros de técnicas tanto de empalizada como de postes. Solo en Escania había cerca de 300 iglesias cuando Adán de Bremen visitó Dinamarca en la primera mitad del siglo XI, pero se desconoce el número de stavkirke. En años recientes se ha iniciado la reconstrucción de varias stavkirke suecas, entre las que figura la iglesia de Skaga.

### Dinamarca

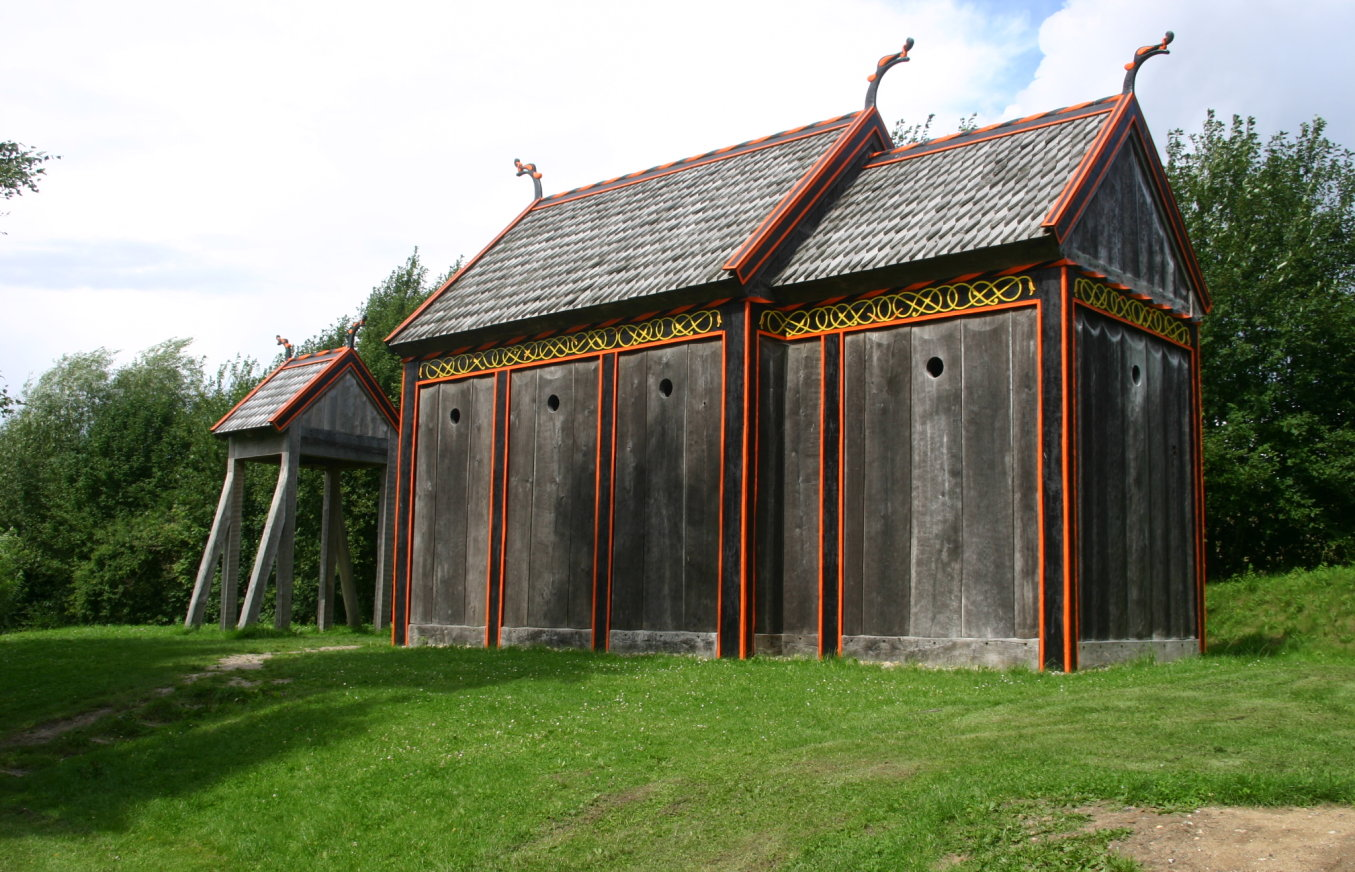
Reconstrucción de la iglesia de Hørning, en el Museo Moesgård (Aarhus, Dinamarca).

En Dinamarca se han hallado restos y huellas arqueológicas de iglesias de postes en varios lugares, como en la iglesia de piedra de Jelling. Aún se conservan partes de algunas stavkirke danesas, por ejemplo una viga con una cabeza de dragón procedente de la iglesia de Nørre Hørning, en la península de Jutlandia.

### Inglaterra
En Inglaterra hubo anteriormente un debate sobre el origen de la iglesia de madera de Greensted, en Essex. Se debatía si era una stavkirke o una edificación anterior. El consenso general terminó por clasificarla como sajona, aunque con similitudes con las stavkirke. Hay otra iglesia inglesa con ciertas similitudes con las stavkirke, la iglesia de Santa María, en Kilpeck, Herefordshire, que posee cabezas de dragones.

### Alemania
Existe una iglesia de piedra en Alemania con una decoración que muestra a un dragón similar a los que se hallan en algunas stavkirke noruegas, así como en los restos de una stavkirke de Dinamarca y de otra de Gotland, en Suecia. Se ha levantado una controversia sobre si la decoración puede ser atribuida a semejanzas culturales o si indica métodos de construcción similares.
Una réplica de formato pequeño (Tipo B) se encuentra en el Europa Park. Fue construida en 1992 para dar representatividad al país escandinavo en el parque de atracciones. Tiene por nombre Norwegian Stave Church.

## Material de construcción
La materia prima más común para la construcción de las stavkirke fue la madera de pino (Pinus sylvestris). Para la construcción del armazón se utilizaron pinos bastante crecidos, cuyos troncos tuvieran un diámetro lo suficientemente grande y con abundante duramen en su madera. El duramen se halla impregnado de resina de manera natural, evitando la infección por agentes biológicos.
En otros lugares se utilizaron otras especies vegetales. En Dinamarca, el norte de Alemania e Inglaterra se utilizó principalmente la madera de encino. La iglesia sueca de Hedared también fue construida con encino.

## Datación de las stavkirke
La datación de tales edificios puede realizarse por diferentes maneras, por testimonios históricos, inscripciones, estudios estilísticos de los detalles decorativos, dendrocronología y datación por carbono 14. En ocasiones, existen registros históricos o inscripciones que mencionan la existencia de la stavkirke. Las investigaciones arqueológicas pueden aportar información para realizar una datación relativa de la estructura, mientras que los métodos de datación absoluta pueden indicar una fecha más exacta. Una desventaja de la dendrocronología es que pasa por alto la posibilidad de que la madera haya sido reciclada a partir de una estructura más antigua, o bien pueden haber transcurrido años desde la fecha de corte a la de uso.
Un problema importante con la datación de las stavkirke es que las soleras inferiores, en contacto con los cimientos, muy probablemente conservan las partes exteriores del tronco, pero en contraparte, son más susceptibles a la humedad. La reutilización de la madera y las reparaciones son factores de ruido en la datación, pues pueden existir piezas de madera mucho más recientes que la fecha de construcción.

## Desarrollo de la técnica
La construcción de las stavkirke tiene sus orígenes en la técnica de empalizada y en la técnica de postes. Las iglesias construidas con estas técnicas son llamadas a menudo iglesias de empalizada e iglesias de postes, respectivamente. Entre las dos técnicas hay varias formas intermedias, del mismo modo que entre estas y la técnica stav. 
En la stavverk, los postes (stav) se hallan colocados sobre cimientos de piedra, o sobre soleras de madera. La iglesia más antigua de Noruega fue levantada con la técnica de postes, pero esta última fue reemplazada gradualmente por la stavverk. Ambas formas de construcción pudieron coexistir en un período de transición.
De las tres técnicas mencionadas, las dos primeras son más susceptibles a pudrirse debido a que sus edificaciones tienen partes enterradas en el suelo. Tales edificios tienen un tiempo de vida de 75-150 años. Solo son capaces de sobrevivir por períodos más largos aquellas construcciones de madera sin contacto directo con el suelo, como la stavverk.

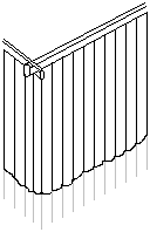
Técnica de empalizada.

### Técnica de empalizada
La técnica más antigua, la empalizada, se conoce desde la Era Vikinga. Se trata de una construcción de muros con postes o tablones de madera clavados en el suelo; los muros delimitaban un espacio y sostenían un techo. Para aumentar la durabilidad, los troncos eran barnizados con brea y colocados sobre una zanja rellena de grava. Estos sencillos edificios podían ser bastante resistentes. Se utilizaron hasta el siglo XII, y sus restos han sido hallados en varias partes de Europa.

### Técnica de postes

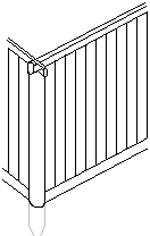
Técnica de postes.

Levantando los tablones del suelo y colocándolos sobre vigas soleras se reducía el riesgo de putrefacción. Únicamente los postes esquineros permanecieron clavados al suelo. Los edificios de postes son fáciles de reconocer en el registro arqueológico por los característicos hoyos —en ocasiones con restos de madera en su interior— que dejan los postes en el suelo. Se han hallado restos de cerca de 25 edificios de postes en Noruega, y huellas indirectas de 7 u 8 más. Muchas de las iglesias más antiguas de Noruega fueron erigidas con esta técnica, pero ningún edificio sobrevivió hasta nuestro tiempo. Existe una cuestión sin resolver sobre si el tiempo de vida de estos edificios fue la causa para su reemplazo por los de la técnica stavverk, o si hubo otras razones. Se han hallado restos de iglesias de postes bajo el piso de algunas stavkirke, como en la iglesia de Urnes.

### Técnica destav(stavverk)

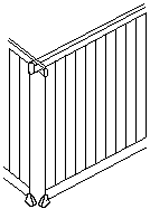
Técnica de postes stav.

La siguiente fase en el desarrollo de la arquitectura religiosa de madera en Europa del Norte consiguió eludir el problema de los postes enterrados. Los postes, ahora llamados stav fueron colocados sobre grandes rocas, lo que aumentó considerablemente la durabilidad de la madera. Se cree que la iglesia de Røldal es de este tipo. Las stavverk es la única de las tres técnicas medievales que produjo edificios que llegaron hasta nuestros días.
En las iglesias posteriores, los postes se colocaron verticalmente sobre un armazón rígido y cuadrado de madera, que descansaba sobre un cimiento de rocas. Las soleras del armazón se ensamblan en sus esquinas por un sistema de espiga-muesca, y los postes se colocan sobre una muesca en el lado superior del armazón. Estas iglesias, con su sistema similar al de las modernas edificaciones de entramado de madera, representan la forma más madura de las stavkirke.

## Clasificación de las stavkirke

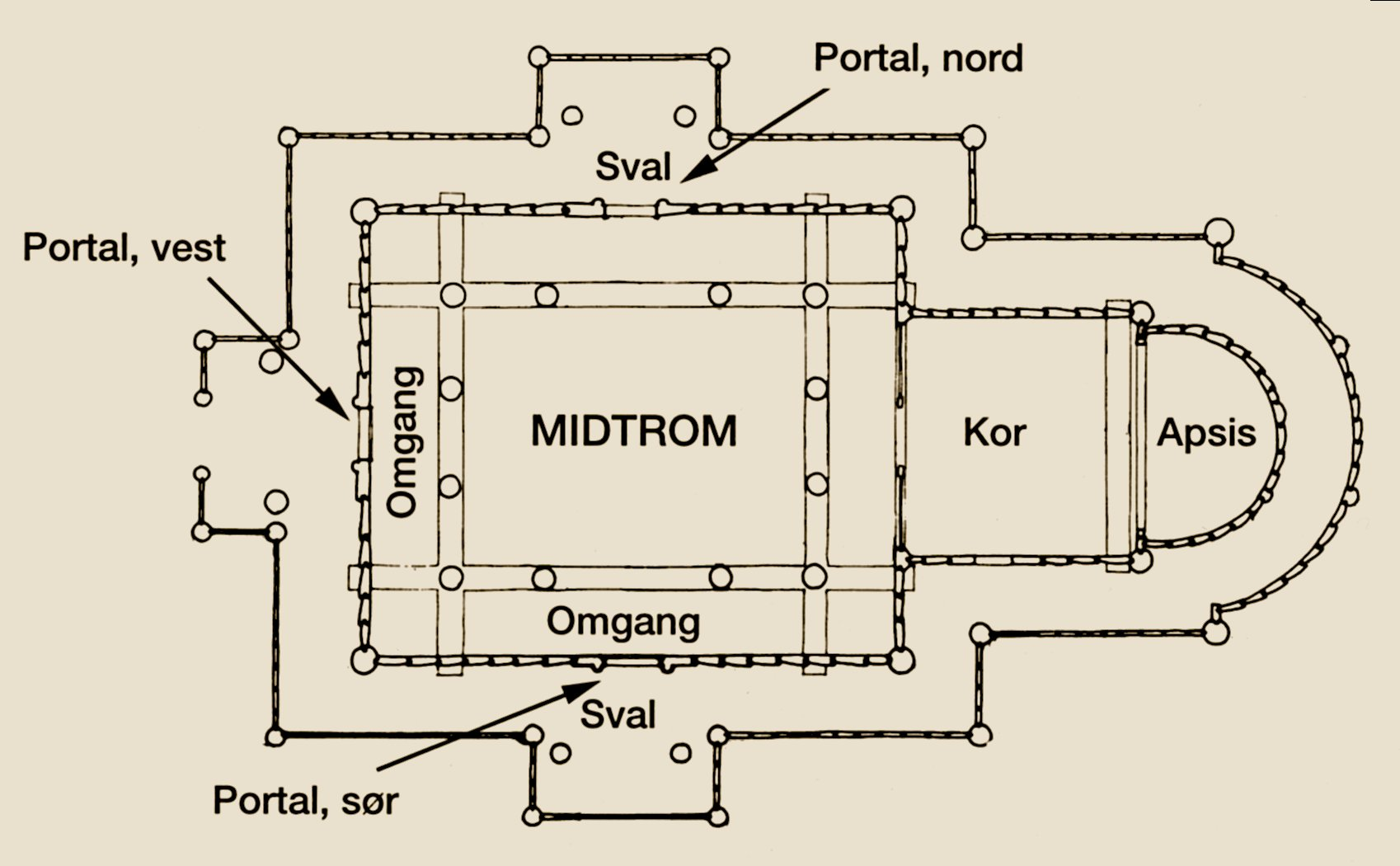
Planta de una stavkirke Tipo B. Dibujo de Håkon Christie. Midtrom: sala central de la nave; omgang: deambulatorio de la nave; kor: coro, apsis: ábside, sval: corredor exterior.

Las stavkirke suelen clasificarse de acuerdo a sus características en dos categorías; la primera, conocida como Tipo A, tiene postes únicamente en los muros exteriores: postes esquineros y en algunos casos, postes intermedios; no tienen postes internos. Las stavkirke Tipo B tienen una estructura más complicada, con postes internos libres que delimitan una sala central (de modo similar a las columnas de la nave de las basílicas) y sostienen el techo de ésta; la sala central está rodeada por un deambulatorio cuyo techo es más bajo.
Muchas stavkirke tuvieron —o tienen aún— una galería o corredor exterior (sval) que se extiende alrededor de todo su perímetro, rodeándola. Ese corredor está conectado de manera poco estrecha por medio de viguetas a las paredes de tablones de la iglesia propiamente dicha y probablemente haya servido para proteger al templo de las duras condiciones climáticas, así como una suerte de corredor para las procesiones medievales.

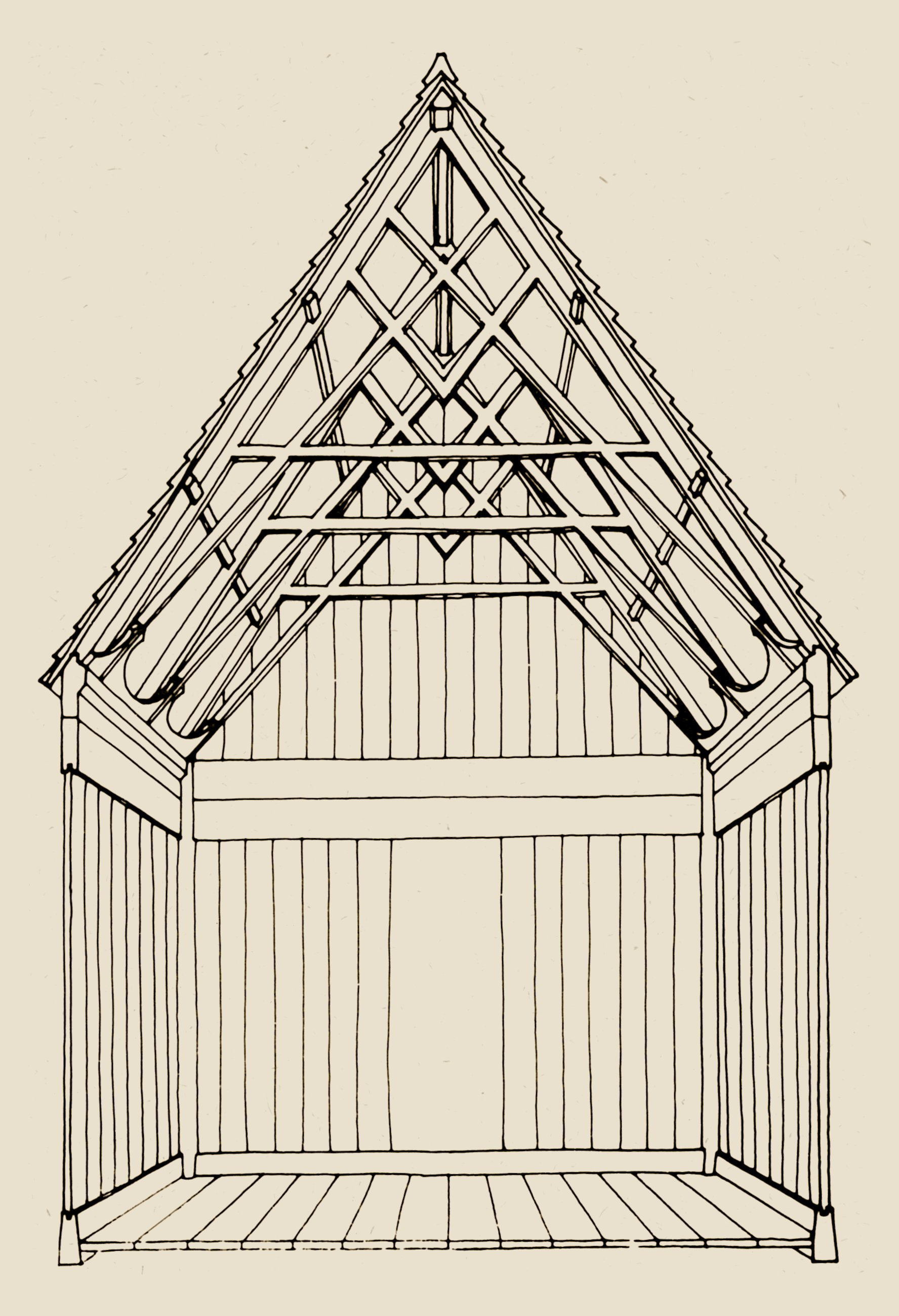
Stavkirke «de nave única» (Haltdalen). Dibujo de Håkon Christie.

### Iglesia «de nave única»,Tipo A
En la base de las iglesias Tipo A hay cuatro soleras sobre un cimiento de rocas poco profundo. Estas soleras están interconectadas entre sí por muescas y espigas en sus extremos, formando un marco cuadrado rígido. Los postes esquineros (stav) se cortaban en cruz en su extremo inferior, y la espiga resultante se colocaba sobre una muesca en cada esquina del marco de soleras. En el lado superior de las soleras hay un surco en el que están colocados verticalmente los tablones (veggtilene) de los muros a manera de cuñas. El armazón de la iglesia se terminaba con una solera superior (stavlægje) con un surco en su lado inferior, en el que se introducía el extremo superior de los tablones de los muros.
Las soleras superiores sostienen la armadura del techo; ésta consiste de un sistema en tándem formado por un par de cabrios principales (taksperre), que dan la inclinación al techo y sostienen el travesaño, y un par adicional de vigas en tijera (saksesperre), que funcionan como puntales de los cabrios. Tanto cabrios como vigas de tijera parten de un mismo punto en la solera superior. Además, hay viguetas perpendiculares que conectan a cada cabrio con el del lado opuesto; el resultado es una especie de celosía bastante rígida.

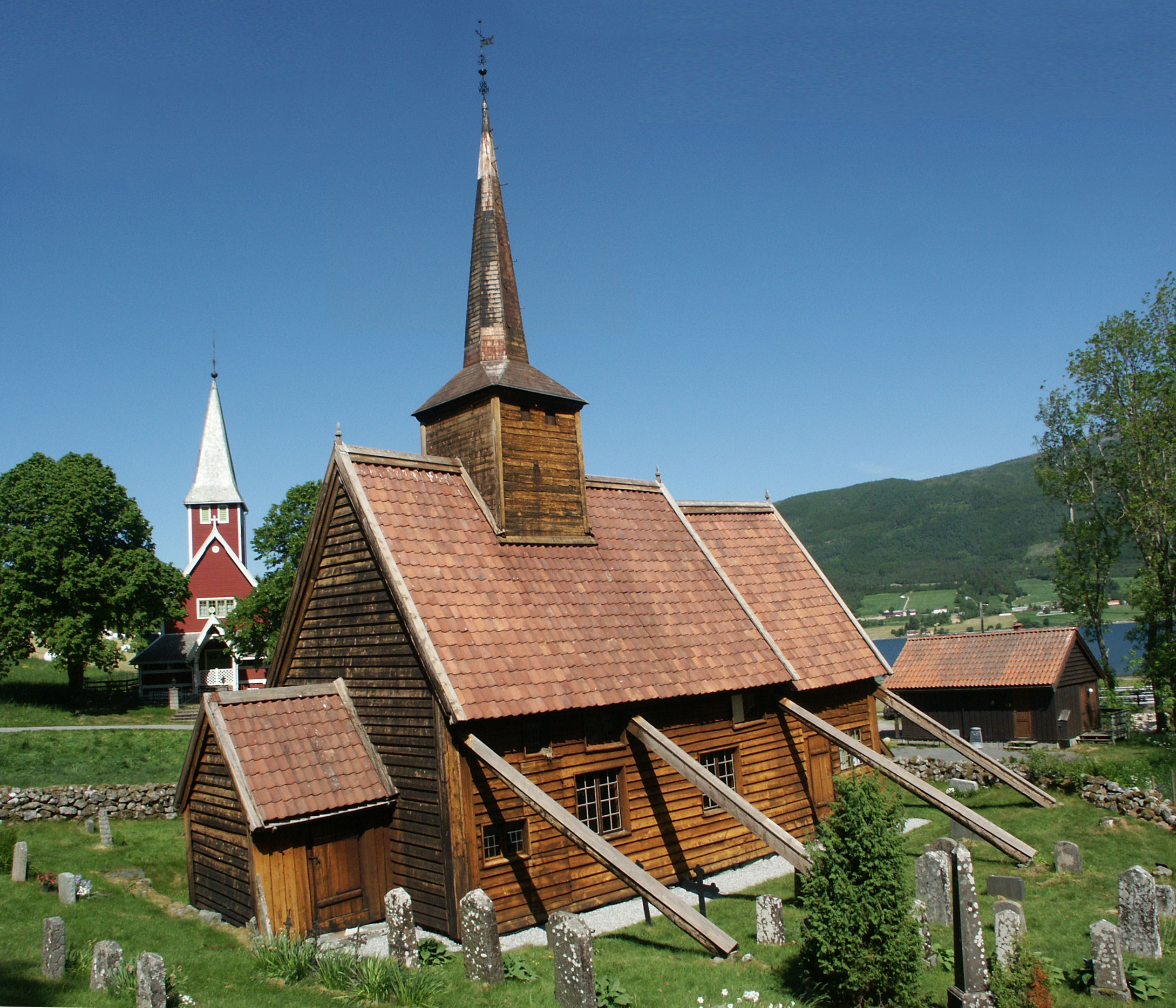
Iglesia de Rødven, de tipo alargado con puntales exteriores. Foto de Frode Inge Helland

Por su evolución, se dividen en tres estilos:
- Sencillo. Tienen una nave rectangular y un coro más pequeño casi cuadrado. Fue el estilo más común en el siglo XII. Las stavkirke de Haltdalen y Hedared pertenecen a este tipo. Algunas de estas sencillas iglesias fueron derribadas en algún momento y reconstruidas en iglesias alargadas.

- De poste central. Tienen en el centro de la nave un poste bastante largo que alcanza la armadura del techo. Esta variación está representada en Numedal y Hallingdal y data aproximadamente de 1200. Las únicas tres stavkirke de este tipo en la actualidad son Høyjord, Nore y Uvdal.

- Alargado. Las iglesias alargadas tienen un plano rectangular con nave y coro de la misma anchura; regularmente, la nave ocupa dos tercios de la longitud total. Hay además postes intermedios en los muros. A diferencia de otras stavkirke, tienen viguetas sobre la nave, donde inicia el techo, como si formaran parte del armazón de un plafón. Pueden tener también puntales exteriores que conectan a los muros con el suelo del exterior, como las iglesias de Kvernes y Rødven (aunque no se sabe con certeza si sus puntales son originales).

### Iglesia de sala central con techo elevado,Tipo B

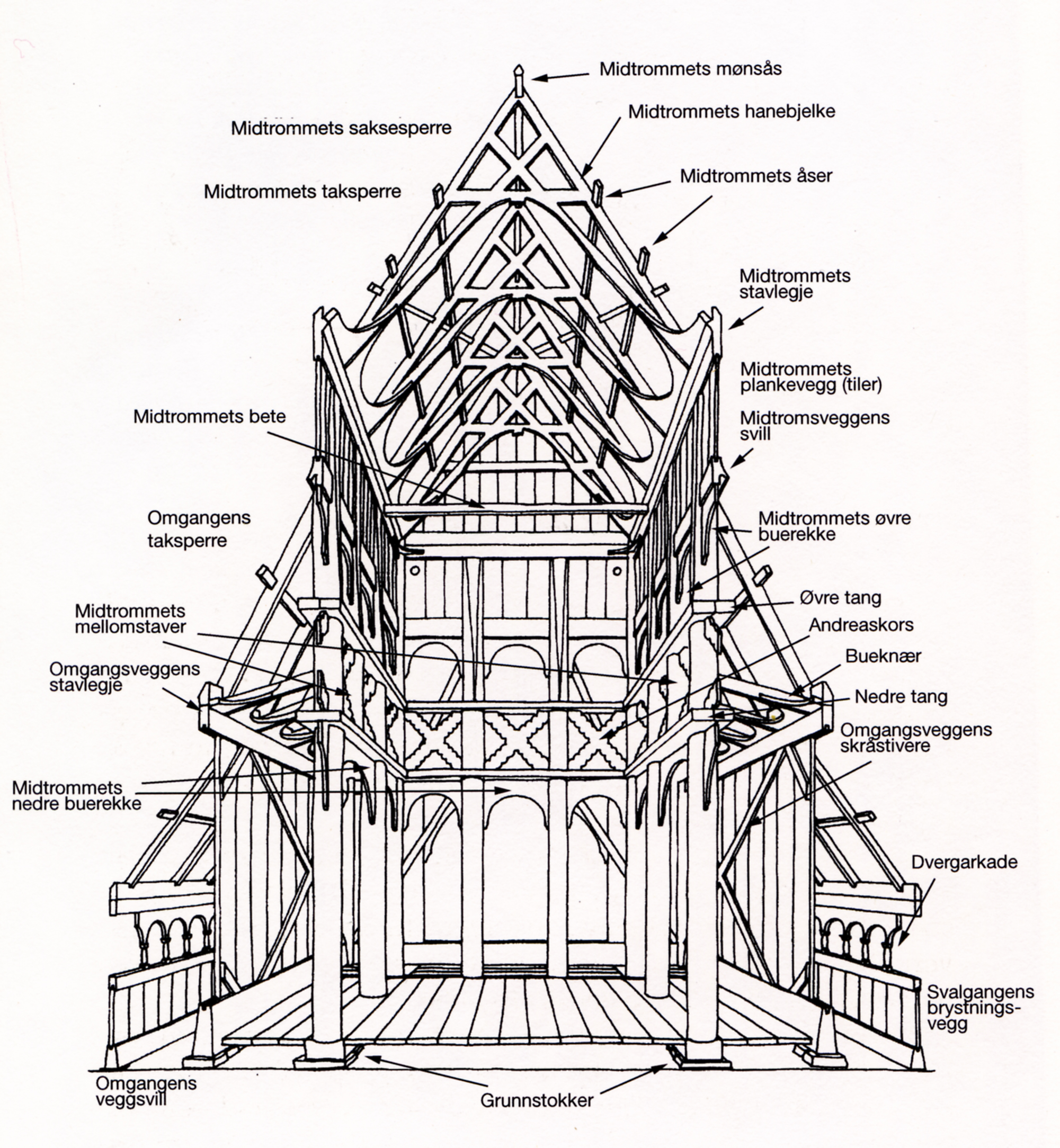
Stavkirke con sala central de techo elevado (Borgund). Dibujo de Håkon Christie.

Estas iglesias fueron llamadas anteriormente iglesias de tres naves para distinguirlas de las de Tipo A, de nave única. Esa denominación empleada, entre otros, por Lorenz Dietrichson, ha caído en desuso, pues implicaba que las stavkirke tenían una nave central y dos laterales, es decir, una disposición de basílica. Sin embargo, lo característico de las stavkirke con sala central es un deambulatorio (omgang), que rodea a la sala central (mitrom) por los cuatro costados, a diferencia de las naves laterales. En todo caso, las stavkirke muestran cierta similitud con las iglesias de planta central, con la diferencia que la sala central de las stavkirke es siempre rectangular.
Sobre los cimientos de piedra hay cuatro gruesas vigas de madera (grunnstokker) que se cruzan entre sí y forman un rígido armazón en forma de un signo #. Cada viga se extiende entre 1 y 2 m más allá del punto de intersección. Los extremos de las vigas sostienen las soleras de los muros exteriores, formando un marco cuadrado horizontal independiente del marco cuadrado central formado por las vigas gruesas. Los postes de la sala central se colocan en el cuadro central y son los encargados de sostener el techo elevado de la sala central. En el marco horizontal exterior de soleras reposan las cuatro paredes de tablones con sus postes esquineros, que son las que sostienen el techo bajo del deambulatorio que rodea a la sala central. Así, dando una impresión de basílica, el techo queda dividido en 2 niveles y la sala central y el deambulatorio permanecen divididos por hileras de postes a manera de pilares.
Los postes de la sala también se conectan a las soleras superiores de los muros por medio de vigas, lo que le da a la iglesia rigidez lateral. Casi en la cima de los postes se insertan entre estos las soleras superiores para soportar los muros de la sala central, que quedan en contacto con el exterior. En el extremo superior de los muros de la sala se coloca un tercer marco de soleras, del que parten las vigas del techo, en una disposición similar a las stavkirke de Tipo A.
Las stavkirke de Tipo B se dividen en dos subgrupos: 
- El grupo Kaupanger, donde los postes de la sala central forman una arcada y su ornamentación –por ejemplo los capiteles— parece inspirada en el arte románico. Parte de este grupo son las iglesias de Kaupanger, Urnes, Hopperstad y Lom.

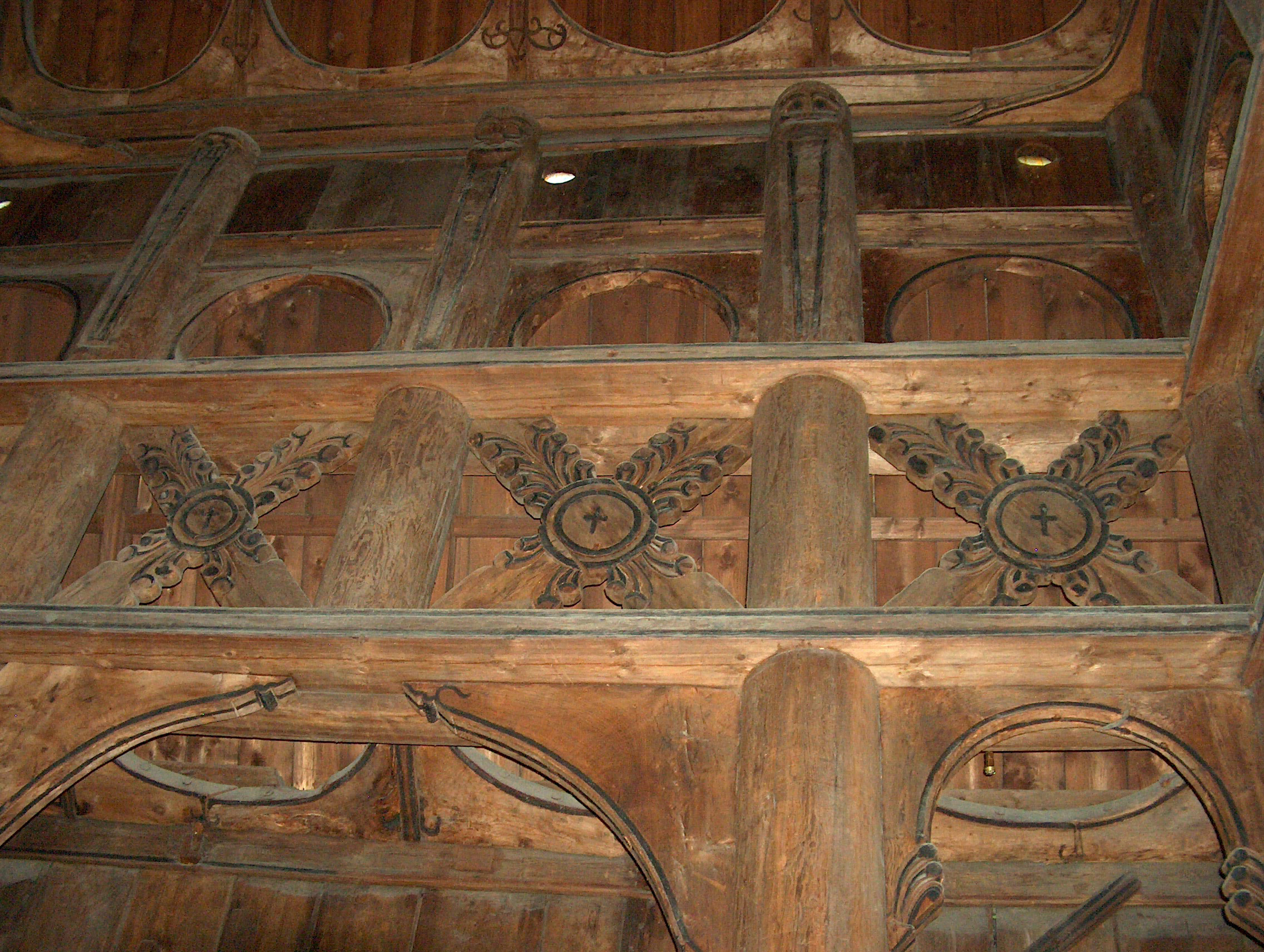
Interior de la iglesia de Gol con cepos y cruces de San Andrés. Nótese que un poste intermedio no llega a la arcada inferior.

- El grupo Borgund. En estas iglesias los postes centrales se interconectan entre sí a través de tirantes en forma de X («cruces de San Andrés»), que se distribuyen en la parte intermedia del alzado central. El nivel de las cruces se asemeja al triforio de las basílicas de piedra (sobre las cruces hay además un nivel de arcaturas decorativas, como en los triforios). Además, por abajo y por arriba de este «triforio» puede haber maderos horizontales en forma de cepos (tang) que mantienen rígidos a los postes. La rigidez resultante hace posible omitir la parte inferior de los postes de la sala, como sucede en algunas stavkirke donde solo los cuatro postes esquineros se conectan con el piso (ver la imagen de la iglesia de Gol). Forman parte de este subgrupo las iglesias de Borgund, Gol, Hegge, Høre, Lomen, Ringebu y Øye.

## Origen de las stavkirke
Han existido varias teorías sobre el origen de las stavkirke, pero de ellas las dos más comunes son la teoría basilical y la teoría pagana. El debate no ha quedado completamente resuelto y es aún tema de investigaciones. Sin embargo, queda claro que las stavkirke son una expresión artística europea, apoyada en las costumbres locales.

### Teoría del origen basilical

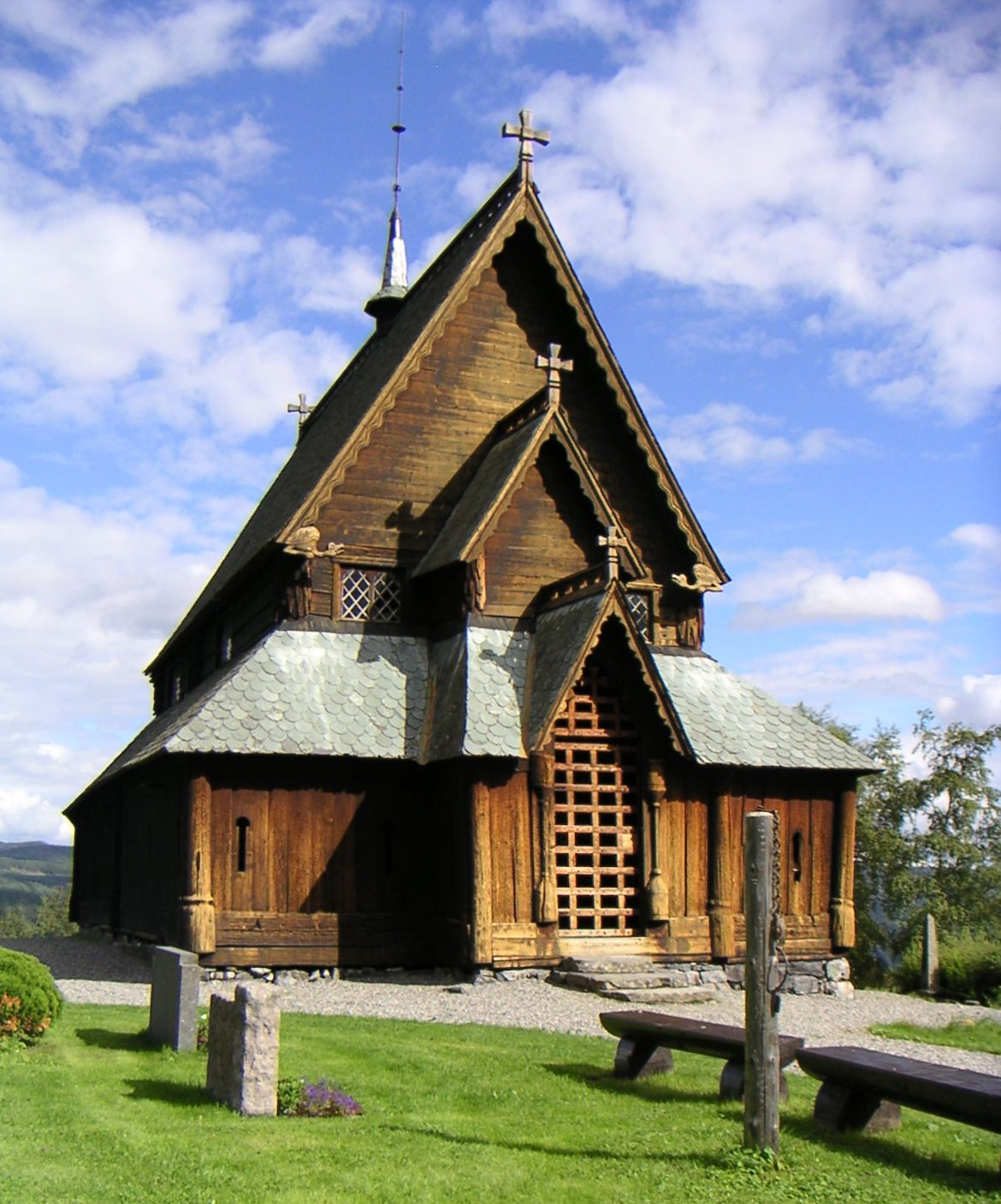
Iglesia de Reinli. El techo bajo corresponde al corredor exterior.

Lorenz Dietrichson, en su obra de 1892 sobre las stavkirke noruegas, sostiene que estas son una traducción en madera de la basílica románica, y que las stavkirke con sala central de techo elevado son la mejor muestra de ello, además de mostrar influencias del arte paleocristiano. Tal arquitectura habría llegado a los países nórdicos a través de Inglaterra o Irlanda, mientras que solo la armadura del techo representaría tradiciones nórdicas. Dietrichson hace especial énfasis en la apariencia basilical de varias stavkirke, así como en la presencia de arcadas y capiteles.
Parece que la teoría basilical fue propuesta por vez primera por el arqueólogo Nicolay Nicolaysen en el tratado «Monumentos del Arte Medieval en Noruega» (1854). Ahí sostiene argumentos muy similares a los de Dietrichson, y plantea también la posibilidad de un origen románico a través de influencias anglosajonas o celtas, y además de la arquitectura bizantina.
La teoría no ha encontrado suficiente respaldo entre varios arquitectos, que observan influencias del arte europeo principalmente en los detalles decorativos, pero no en la construcción. Sin embargo, la teoría basilical no ha podido ser completamente desechada a partir del material que se conserva actualmente. El problema es la falta de formas intermedias que puedan ofrecer datos más fidedignos sobre la evolución de las stavkirke.
Per Jonas Nordhagen no rechaza la teoría basilical. Él considera que existieron dos líneas en el desarrollo de las stavkirke, una de ellas la línea basilical, que sería una rama lateral en un desarrollo hacia iglesias mayores que tienden más hacia la perfección técnica. La línea principal en el desarrollo, que él llama línea progresiva, habría llevado a la construcción de las iglesias de Torpo y de Borgund.

### Teoría del origen pagano
Varios investigadores se han inclinado por una teoría que sugiere la influencia de las construcciones de culto pagano en las stavkirke, o inclusive que algunas de estas fueron templos paganos en un inicio. Esta fue una opinión generalizada hasta la década de 1950. Las investigaciones arqueológicas han refutado varias veces esta teoría, por ejemplo las de Aage Rousell en Islandia. Un estudio de Olaf Olsen de 1966 aportó mayores pruebas, al sostener que los lugares de culto pagano no eran necesariamente edificios especiales.
En épocas más recientes, se han encontrado marcas arqueológicas de edificios anteriores bajo el piso de varias stavkirke, lo que ha dado nueva vida a la teoría pagana. La iglesia de Mære, un templo de piedra en cuyo suelo se encontraron rastros de un edificio de madera presuntamente de culto pagano, ha sido uno de los principales soportes de la teoría pagana; pero varios arqueólogos sostienen que el edificio anterior era de carácter profano.
También desde un punto de vista religioso, los seguidores de esta teoría se apoyan para opinar que los antiguos edificios de culto pagano fueron utilizados como iglesias o que sirvieron de modelo arquitectónico para varias de estas. En el Antiguo Testamento existen algunos señalamientos en ese sentido:
Levítico: 26,1: No haréis para vosotros ídolos, ni escultura, ni os levantaréis estatua, ni pondréis en vuestra tierra piedra pintada para inclinaros á ella: porque yo soy Jehová vuestro Dios.
II Reyes: 23,14: Y quebró las estatuas, y taló los bosques, é hinchió el lugar de ellos de huesos de hombres. (Sobre el rey Josías)
II Crónicas: 14,3: Porque quitó los altares del culto ajeno, y los altos; quebró las imágenes, y taló los bosques. (Sobre el rey Asa)
Pese a ello, no se puede comprobar si los primeros cristianos de los países nórdicos y en especial de Noruega mantenían una vida totalmente plegada al Antiguo Testamento.

## Decoración

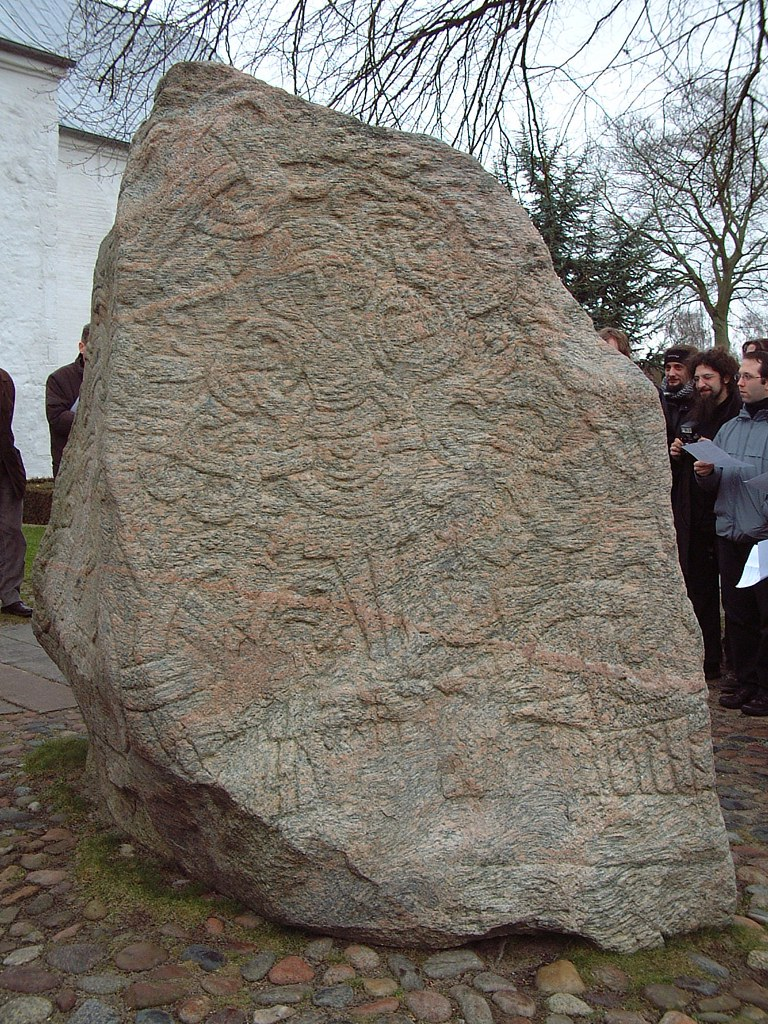
Una de las piedras de Jelling, en Dinamarca, con una representación de la crucifixión.

Lo que se ha conservado de la decoración está datado de ca. 1070 hasta inicios del siglo XIV. La decoración se halla principalmente en piñones, en postes y en portales. Al haber sido construidas y reconstruidas durante varios siglos, las iglesias muestran cambios en los estilos y en las necesidades.

### Antecedentes
Las decoraciones mejor conservadas se encuentran en Noruega, pero también existen restos ornamentados en Suecia, Dinamarca e Islandia.
Se acepta de manera general la influencia de las piedras rúnicas en el desarrollo del estilo decorativo de Urnes. Las piedras rúnicas de Resmo en Öland, Suecia, tienen similitudes con el estilo de Urnes. También se cree que las piedras de Jelling hayan sido otra fuente de inspiración o en todo caso, un testimonio de la extensión del estilo decorativo en el período. Las piedras de Jelling fueron elaboradas por órdenes de Harald Blåtand entre 960 y 870, y tienen iconografía cristiana; en un lado se muestran las figuras de un león y una serpiente y en el otro una escena de la crucifixión.
Otra posible influencia fueron las decoraciones celtas, como la de los Evangelios de Lindisfarne, obra escrita e iluminada por monjes en el siglo VII.

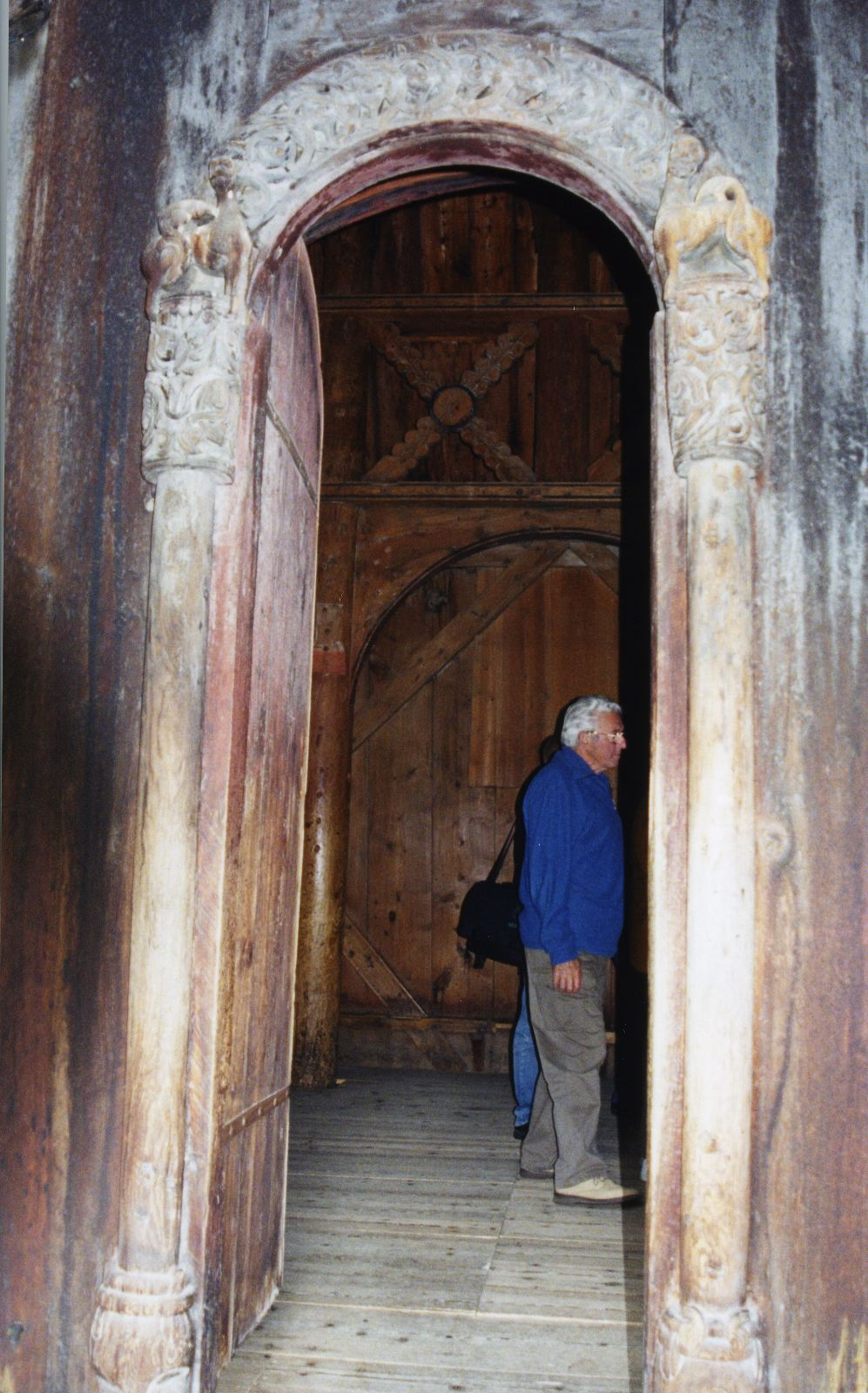
Portal de pilares de la iglesia de Borgund.
Foto de Nina Aldin Thune.

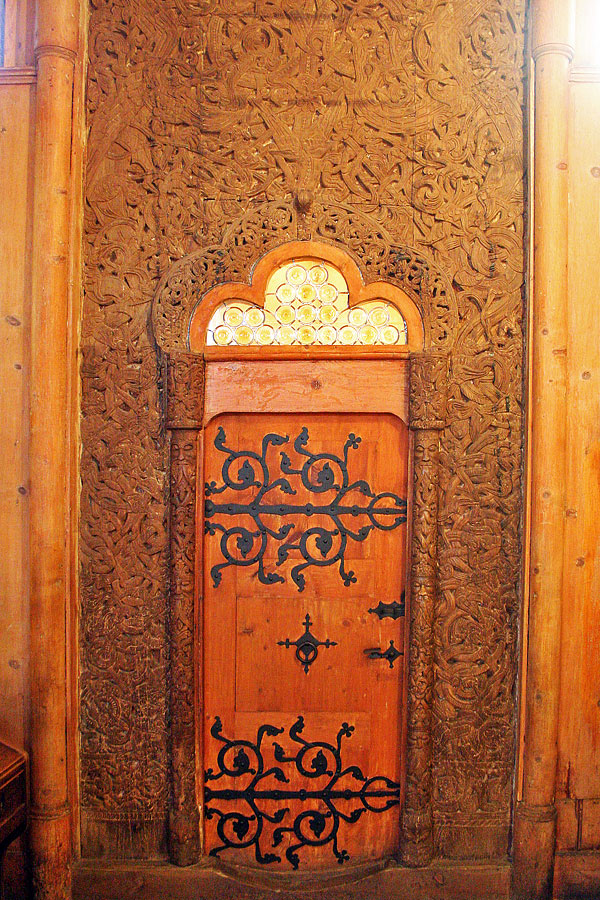
Portal de la iglesia de Vang.
Dibujo de G. A. Bull.

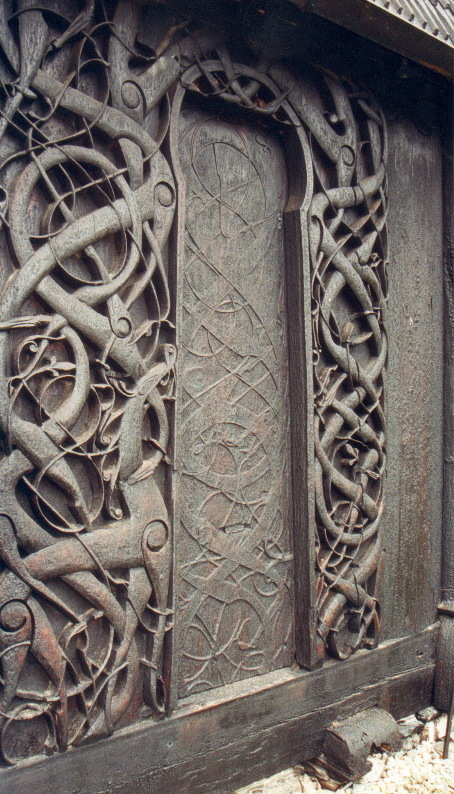
Portal de la iglesia de Urnes, con «la gran bestia».
Foto de Nina Aldin Thune.

### Portales
Se conservan los portales o parte de ellos de cerca de 140 stavkirke. Por su decoración, se dividen, grosso modo, en tres tipos: el portal de perfiles sencillos, el portal de pilares y el portal de tipo Vang.

#### Portal de perfilado sencillo
Este tipo de portal se caracteriza por la presencia de perfiles o pilastras sencillos. Es utilizado principalmente en la entrada del coro. Se conservan unos 20 ejemplares del tipo.

#### Portal de pilares
El portal de pilares es descendiente de la arquitectura de piedra. Tienen columnas o medias columnas que sostienen arquivoltas en arco de medio punto. Las columnas tienen bases y capiteles tallados. Están ricamente decorados y fueron empleados tanto para las entradas a la iglesia como en la separación del coro con la nave (arco del triunfo). Se conocen cerca de 40 portales de pilares.

#### Portal tipo Vang
Los portales tipo Vang destacan por su decoración suntuosa; consisten de dos tablones que flanquean la entrada y un dintel, con decoración continua en todos ellos. El dintel, sostenido por los dos tablones, tiene a su vez de dos a cinco tablones ensamblados entre sí por espigas y muescas. Se conservan unos 75 portales completos de este tipo. En algunos portales hay también motivos decorativos en columnas insertados entre decoraciones de líneas entrelazadas, con o sin arquivoltas.

### Historia del estilo
En buena parte, el material conservado de portales procede de Sogn-Hardanger y de edificios de Østlandet. La mayoría de los portales son de inspiración románica.
Es posible que los portales hayan estado pintados, pero es difícil afirmarlo. La mayoría de los portales pintados que han sobrevivido parecen ser más recientes.
Según la historia de su estilo, es común clasificar a los portales como estilo Urnes, románicos, y tardíos.

#### Portales de estilo Urnes
El nombre estilo Urnes fue utilizado por primera vez por Haakon Shetelig en 1909, quien se basó en las características de los portales de la iglesia de Urnes: composiciones de líneas que forman rizos, esparcidas en una forma asimétrica. Otros rasgos distintivo son el juego entre líneas gruesas y delgadas, rizos gruesos y frecuentemente formando círculos, y líneas que forman un continuo.
El portal de la iglesia de Urnes es el único casi completo que se ha conservado. También se conocen rastros en la iglesia de Torpo y en algunos fragmentos de la iglesia de Bjølstad en Heidal, hoy destruida.

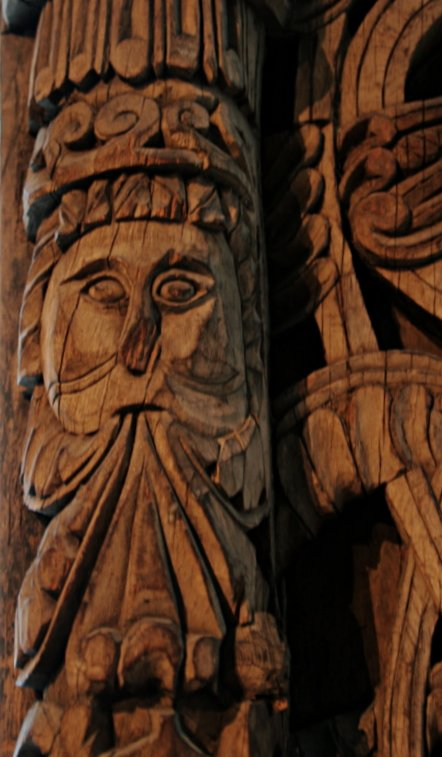
Portal románico de la desaparecida iglesia de Tønjum.

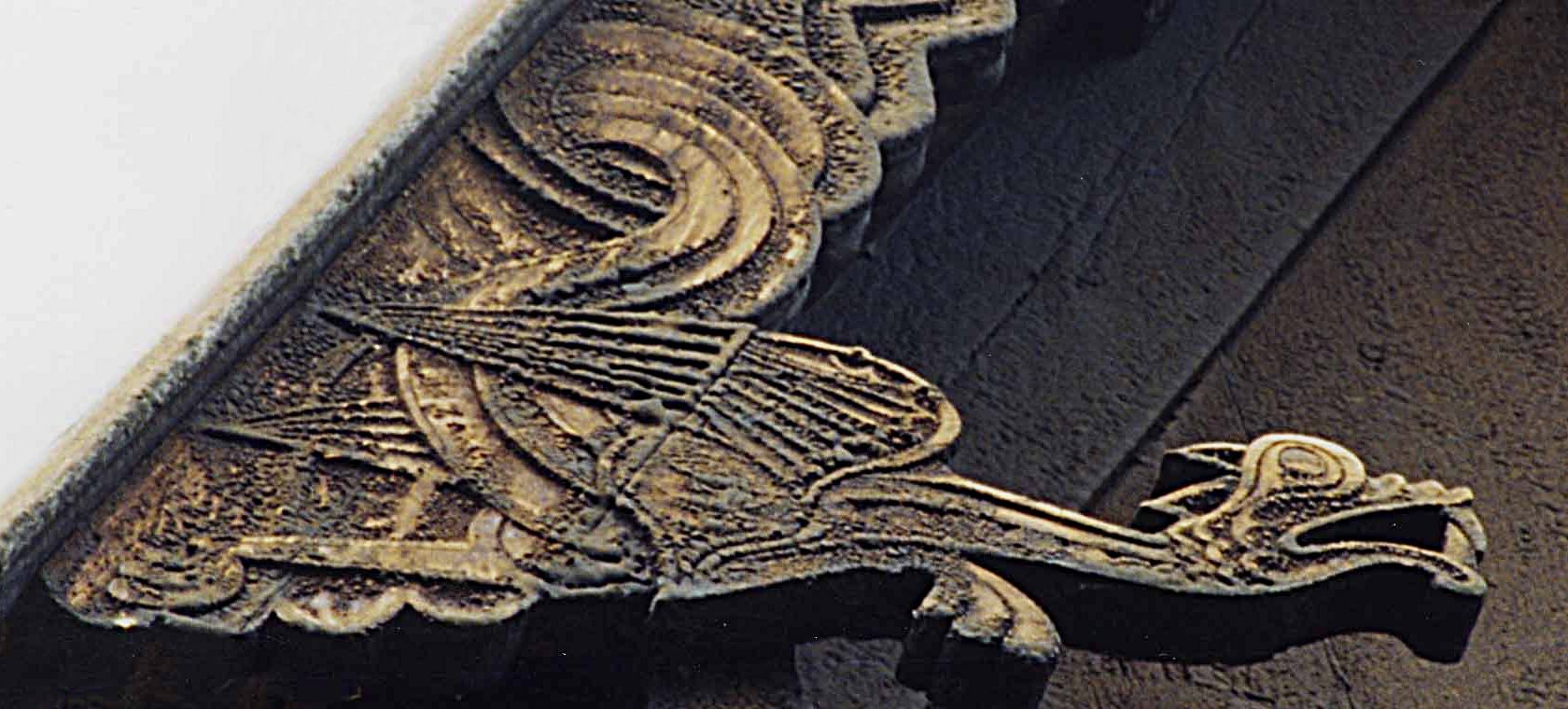
Dragón de la iglesia de Hopperstad.Foto de Nina Aldin Thune.

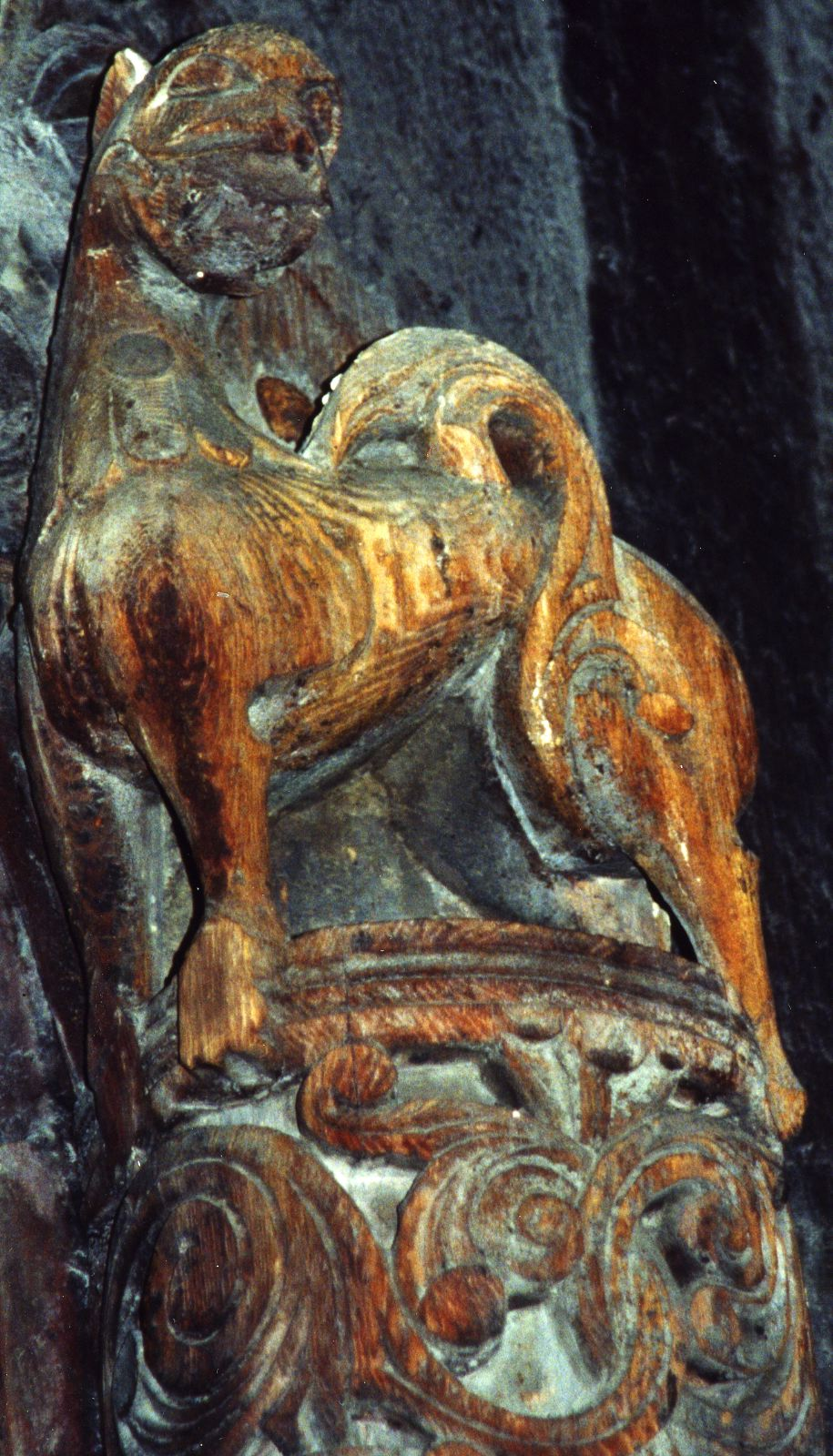
León del portal de la iglesia de Borgund. Foto de Nina Aldin Thune.

#### Portales de estilo románico
Aproximadamente, datan de la segunda mitad del siglo XII. Los motivos que contienen son ornamentaciones vegetales, dragones, leones y máscaras grotescas, motivos comunes en Europa en el período románico. Este grupo se diferencia del estilo de Urnes en que son construcciones simétricas.
Se subdividen en tres grupos: El grupo de Sogn-Valdres-Telemark, con sarmientos a cada lado del portal y dos dragones simétricos opuestos entre sí; el grupo de Trondheim, con inspiraciones en la catedral de Nidaros, y el grupo de portales de medallón, con figuras enmarcadas en medallones.

#### Portales de estilo tardío
Se conocen como tardíos por la presencia de detalles góticos. Durante el siglo XIII la decoración se volvió más individualista y los diferentes portales se diferenciaron más entre sí.

### Iconografía
Los rasgos comunes a la mayor parte de los portales de las stavkirke son su carácter monumental y la presencia de dragones o leones, frecuentemente en actitud de lucha. Una excepción son los motivos cristianos del portal de la desaparecida iglesia de Hemsedal.
Se ha especulado sobre si la presencia de dragones simboliza una especie de poder mágico contra el mal. Gunnar Bugge sugiere que puede tratarse de una iconografía pagana con interpretación cristiana. En lo que respecta al portal de la iglesia de Urnes, se ha argumentado sobre su posible origen en el arte pagano, mientras que otras teorías sostienen que su iconografía responde a un contexto cristiano, y que la «gran bestia» ahí tallada (algunas veces asociada con el dragón Níðhöggr) es en realidad un león; el león puede representar a Jesucristo luchando y venciendo sobre el mal. En los portales del tipo Sogn-Valdres-Telemark no hay leones, sino sarmientos de parra, motivos que se suponen símbolos del cristianismo (Juan: 15,5: Yo soy la vid, vosotros los pámpanos: el que está en mí, y yo en él, éste lleva mucho fruto; porque sin mí nada podéis hacer).
Erla Bergendahl Hohler se opone a tal interpretación. Ella advierte en la ornamentación de los portales un símbolo de la riqueza del patrocinador de la stavkirke, y no un simbolismo religioso, de igual manera como sucede con muchos portales románicos europeos puramente ornamentales. Hohler hace referencia incluso a Bernardo de Claraval, quien se declaraba en contra de la representación de animales en un contexto religioso. También Gregor Paulson considera que los motivos animales del arte románico no tienen ningún contexto religioso, sino son una mera señal de estatus.
Las investigaciones posteriores sugieren que los portales de las stavkirke están inspirados en el arte inglés y que su inspiración pudieron haber sido manuscritos y esculturas de piedra. Algunos de esos manuscritos consisten de relatos fabulosos con alegorías cristianas e ilustraciones, frecuentemente llamados bestiarios. El origen de los bestiarios es el Physiologus, una colección escrita en Alejandría durante el siglo II abundante en alegorías animales con interpretaciones cristianas. Originalmente escrito en griego, fue traducido a varias lenguas durante la Edad Media. A su vez, la fuente literaria del Physiologus son narraciones de animales indias, hebreas y egipcias, así como diversos textos clásicos escritos entre otros por Aristóteles y Plinio el Viejo. 
Evert Lindkvist opina que las fábulas del Physiologus sirvieron de inspiración a las representaciones animales de los portales de las iglesias de piedra de Gotland. Esas iglesias fueron construidas sobre el sitio de antiguas stavkirke, cuando estas se habían vuelto demasiado pequeñas para las necesidades litúrgicas. Desafortunadamente casi todas las iglesias de madera de Gotland desaparecieron, por lo que no es válido pensar que tenían la misma decoración que las stavkirke noruegas y que sus motivos fueron copiados a los portales de piedra.

### Pintura

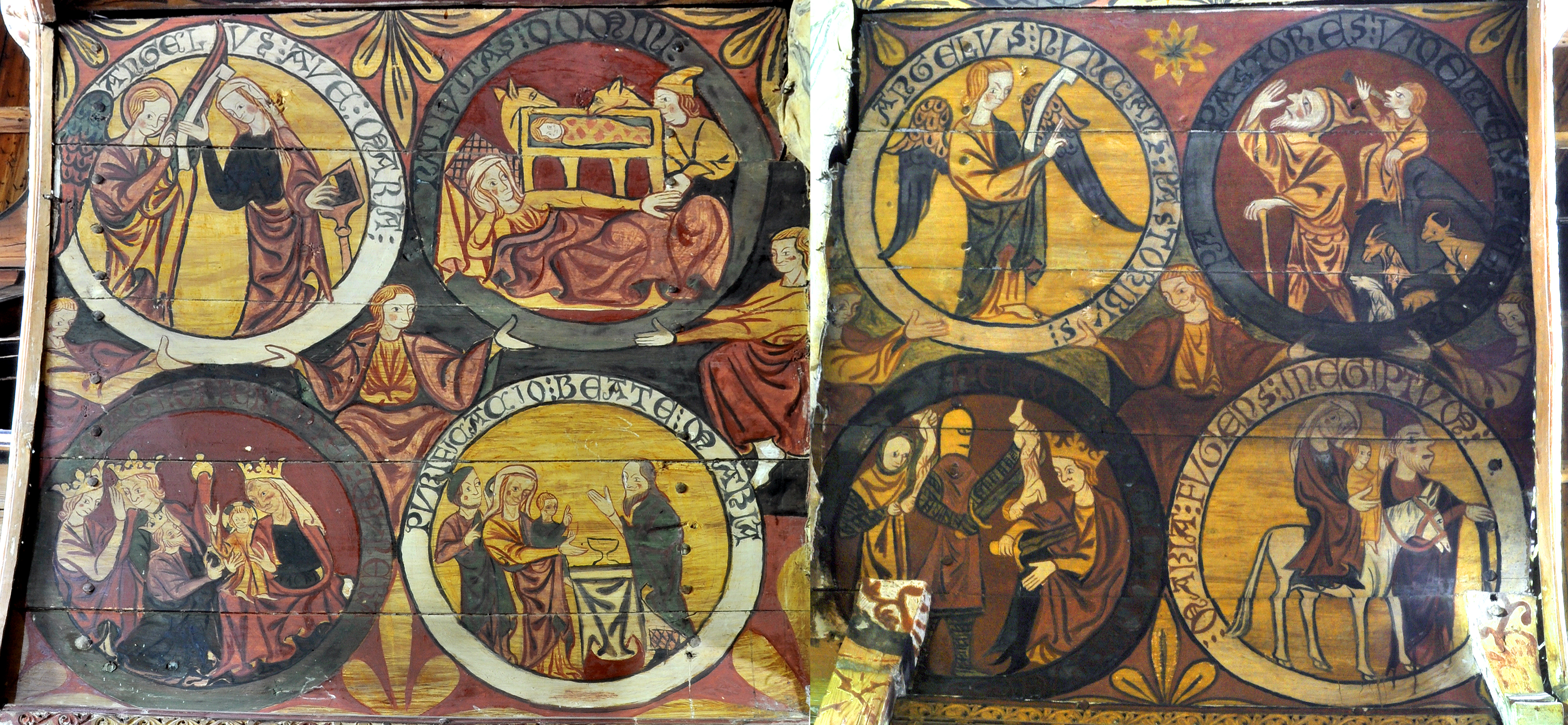
Pinturas en el baldaquín de la iglesia de Hopperstad.

Las stavkirke ocupan un papel importante en la pintura medieval europea, ya que este tipo de arte sobre tabla es de los remanentes mejor conservados en lo que respecta a dos elementos litúrgicos arcaicos: el baldaquín y el frontal. No deja de sorprender que las stavkirke contengan los ejemplos mejor conservados de la pintura medieval noruega, sobre todo al considerar la oscuridad imperante en el interior de estos templos.
La pintura medieval de las stavkirke corresponde al arte gótico. Al contrario de la técnica de construcción y la escultura decorativa en madera, que conservan ciertos rasgos de las tradiciones nórdicas, la pintura de las stavkirke no procede del arte popular, sino de un estilo importado, sin grandes contrastes con el arte europeo gótico. En todo caso, pertenece a un movimiento periférico de este arte, que tenía en Francia e Inglaterra unos de sus principales centros creativos. Se ha considerado que Bergen, la capital y ciudad más populosa de Noruega en la Edad Media, fue el centro más importante del arte gótico en el país, y recibía importantes influencias de Inglaterra, con la que existía gran intercambio comercial y cultural.
El arte pictórico de las stavkirke contradice al arte nórdico pues, al contrario de éste —principalmente decorativo y de lenta evolución— se trata de un arte descriptivo que se renueva constantemente de acuerdo a la influencia del occidente europeo. Al parecer, los pintores noruegos medievales no tenían una añeja tradición popular pictórica en qué apoyarse.

#### Baldaquines

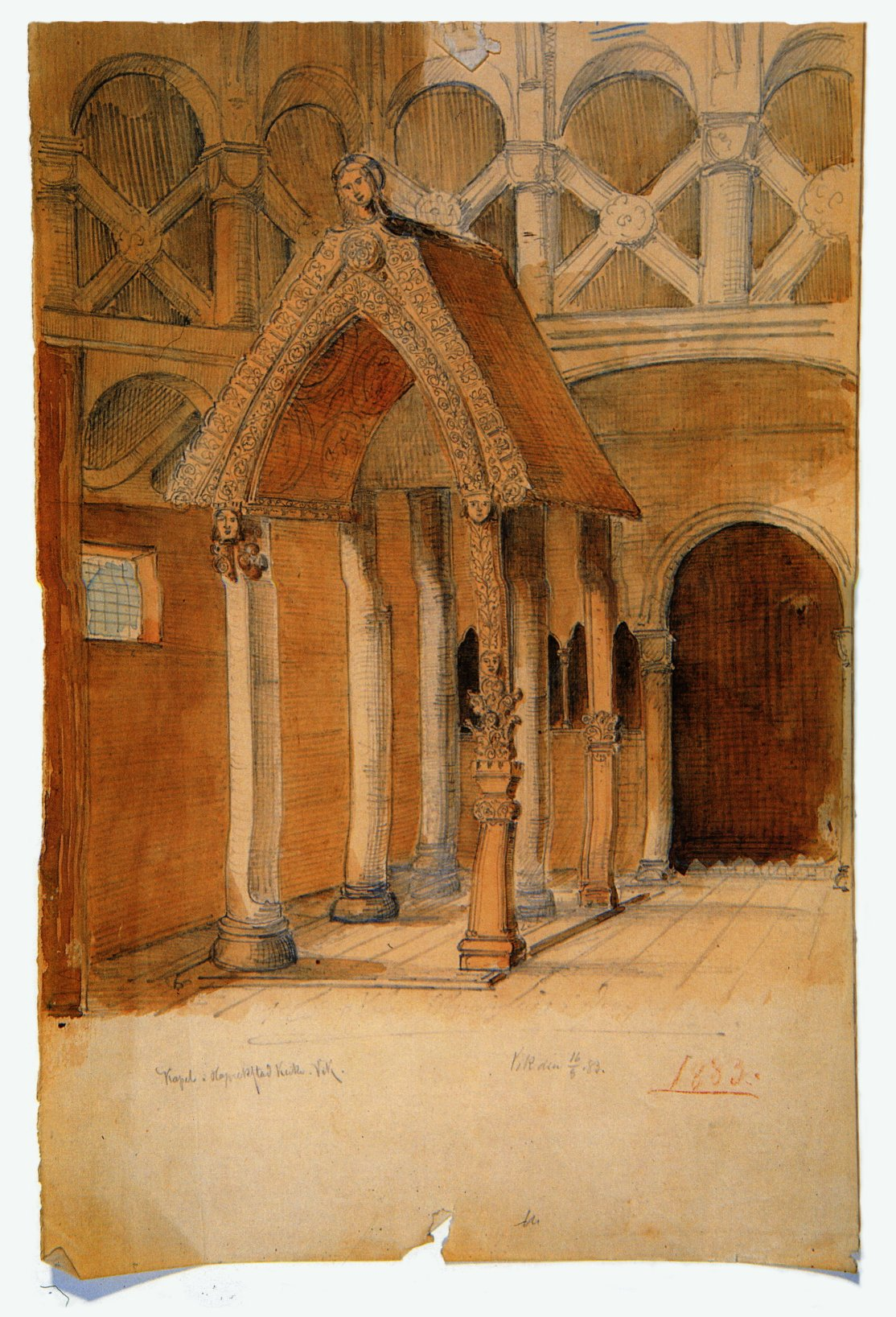
Baldaquín de la iglesia de madera de Hopperstad. Acuarela de Peter Blix (1882).

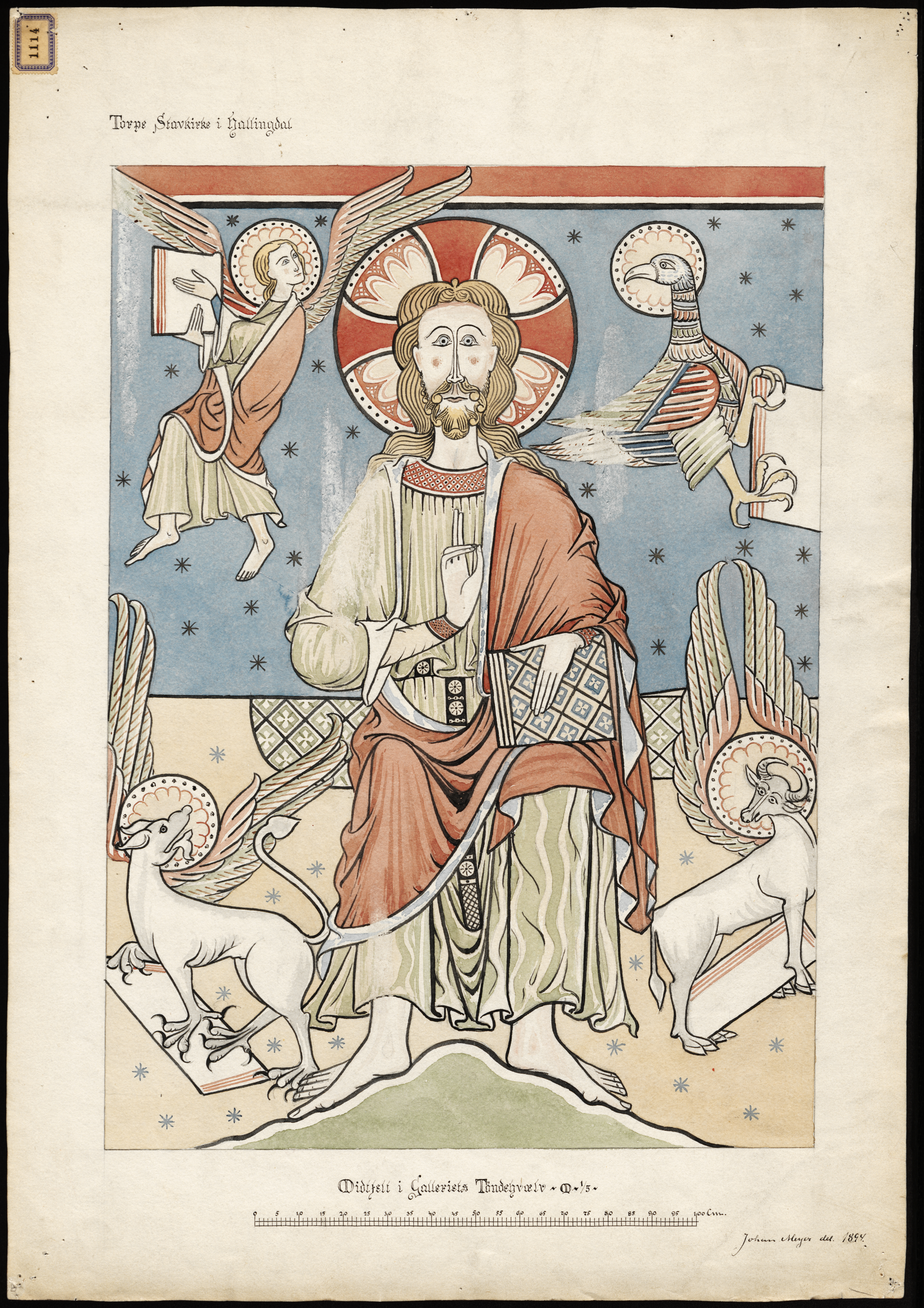
Cristo en el baldaquín de la stavkirke de Torpo.

Los baldaquines de las stavkirke, que se situaban en la nave, son remanentes de un programa litúrgico y monumental abandonado en occidente desde la misma Edad Media (en el período románico). Sin embargo, los baldaquines noruegos son únicos en su tipo. Estas estructuras, que pretenden ser una copia de la bóveda gótica, muestran sin embargo un estilo exagerado en los colores, como causa de la oscuridad del interior de estas iglesias; los colores brillantes y las formas geométricas decorativas recuerdan en cierto modo a los vitrales góticos.
Pocas muestras quedan de los baldaquines de las stavkirke. Los únicos que permanecen en su sitio original son el de la iglesia de Hopperstad, bastante dañado en el siglo XIX, y el de Torpo, que es el mejor conservado. En Hopperstad, el baldaquín destaca por sus esculturas más que por sus deterioradas pinturas, que recrean escenas de la vida de Jesús.
En Torpo, en Hallingdal, un cristo pantocrátor domina la perspectiva en lo más alto de la bóveda, con su fisonomía bastante similar a los antiguos íconos bizantinos. Los paneles que lo rodean representan a los doce apóstoles y al martirio de Santa Margarita de Antioquía. 
De mayor tamaño y más rico diseño es el baldaquín de la desaparecida iglesia de Ål, también procedente de Hallingdal. Solo sobrevive la bóveda, hoy parte de la colección de antigüedades de la Universidad de Oslo. Los motivos artísticos son más de 20 escenas bíblicas, tanto del Antiguo como del Nuevo Testamento, con un estilo similar a la Biblia de Canterbury de Roberto de Bello.

#### Frontales

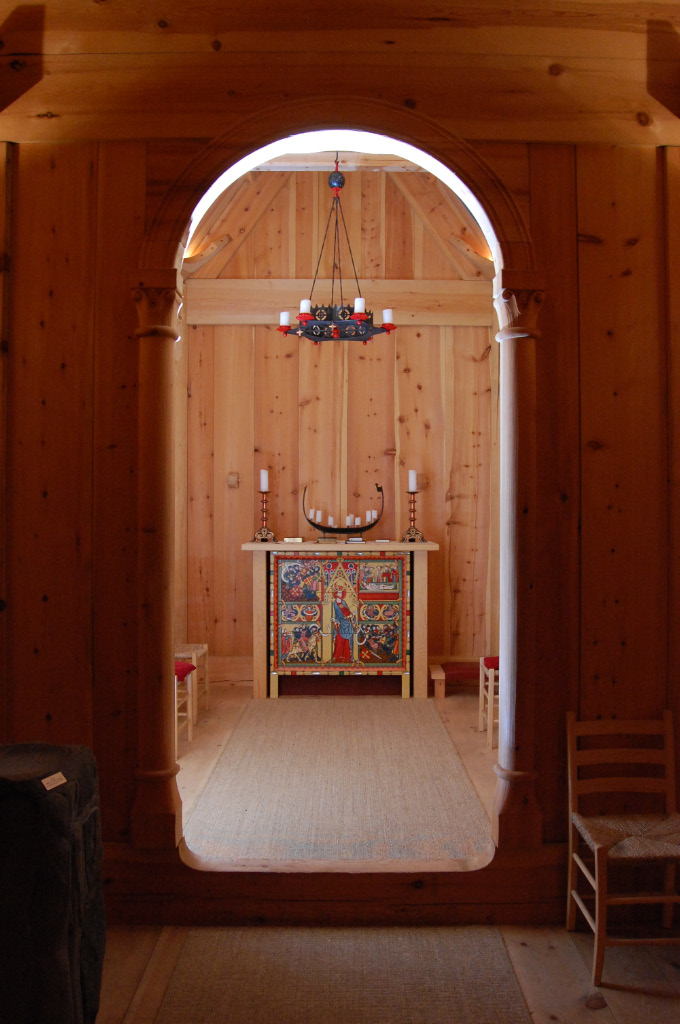
Frontal de la stavkirke de Heimaey (Islandia). Réplica de un frontal noruego medieval, con escenas de la vida de San Olaf.

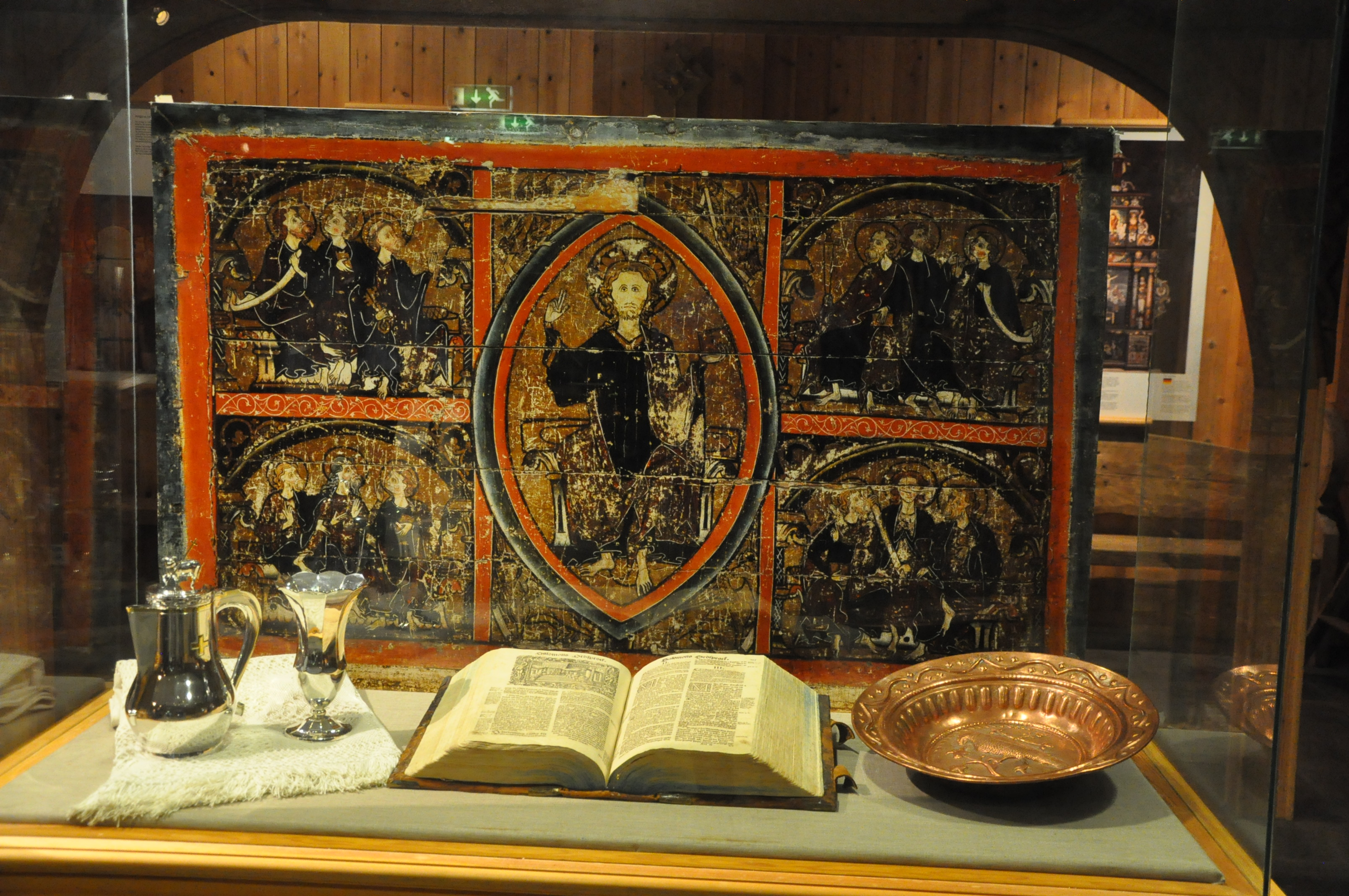
Copia fiel del frontal de la stavkirke de Heddal.

De todos los frontales de las stavkirke, se conservan 30; estos, junto con los frontales catalanes de España, son casi todo lo que queda de este tipo de pintura sobre tabla, abandonado en el continente desde la Edad Media, cuando se prefirieron los frontales de metal o los tapices bordados. Los frontales de ambos países llegan a conservar similitud, pero no son en modo alguno paralelos: mientras que en Cataluña se trata de obras románicas, en Noruega son obras góticas de factura más reciente. Su sobrevivencia en Noruega se atribuye principalmente a motivos económicos.
La vasta mayoría son parte de la colección de antigüedades de la Universidad de Oslo y del Museo Histórico de Bergen. Entre los más antiguos destacan los de Heddal y Ulvik, con representaciones de Cristo en majestad rodeado de sus apóstoles. El de Heddal conserva rasgos arcaicos similares al cristo del baldaquín de Torpo, y además es el más parecido a las obras románicas catalanas.
Los frontales de stavkirke recuerdan en su estilo a las miniaturas inglesas, por ejemplo las obras de Mateo de París y Walter de Durham. Se caracterizan por la carencia de relieve, su ejecución al temple y los colores sobresalientes, con especial uso del oro y la plata sobre fondos de tono pastel. Mientras los más antiguos presentan elementos bizantinos, en los más recientes se aprecia la evolución de la pintura gótica, con gran riqueza en el manejo de las líneas y los colores.
Los motivos más comunes son representaciones de Cristo mayestático, la crucifixión, Madonnas y en menor número, escenas de la vida de Jesús y de María. Uno está consagrado a San Olaf y otro a San Botulfo; también existe uno que ilustra la lucha del emperador Heraclio contra los persas.

## Lista de Stavkirke medievales
En la siguiente lista se encuentran las iglesias actuales que han sido reconocidas como stavkirke construidas en la Edad Media. No se incluyen réplicas ni stavkirke construidas después de la reforma. En Noruega, todas las stavkirke se hallan automáticamente protegidas por la Ley de Memoria Cultural.
Noruega
- Iglesia de Borgund (finales del siglo XII), museo
- Iglesia de Eidsborg (segunda mitad del siglo XIII), parroquia
- Iglesia de Flesberg (posterior a 1111), parroquia
- Iglesia de Garmo (siglo XIII), museo; trasladada de su sitio original a Maihaugen
- Iglesia de Gol (posterior a 1216), museo; trasladada de su sitio original a Oslo
- Iglesia de Grip (finales del siglo XV)
- Iglesia de Haltdalen (entre 1150 y 1199), museo; cambiada varias veces de lugar, actualmente en Trondheim
- Iglesia de Hedal (segunda mitad del siglo XII), parroquia
- Iglesia de Heddal (siglos XIII-XIV), parroquia
- Iglesia de Hegge (posterior a 1216), parroquia
- Iglesia de Hopperstad (alrededor de 1150)
- Iglesia de Høre (posterior a 1178 o 1179), parroquia
- Iglesia de Høyjord (finales del siglo XII)
- Iglesia de Kaupanger (posterior a 1137), parroquia
- Iglesia de Kvernes (primera mitad del siglo XIV)
- Iglesia de Lom (posterior a 1157 o 1158), parroquia
- Iglesia de Lomen (posterior a 1192)
- Iglesia de Nore (posterior a 1166 o 1167)
- Iglesia de Øye (alrededor de 1200); movida de su emplazamiento original
- Iglesia de Reinli (posterior a 1326), parroquia
- Iglesia de Ringebu (posterior a 1192 o 1193), parroquia
- Iglesia de Rødven (alrededor de 1200)
- Iglesia de Røldal (1200-1250), parroquia
- Iglesia de Rollag (material de 1482, pero la construcción es muy probablemente bastante anterior), parroquia
- Iglesia de Torpo (posterior a 1192)
- Iglesia de Undredal (1150-1199), parroquia
- Iglesia de Urnes (posterior a 1130)
- Iglesia de Uvdal (posterior a 1168)

Polonia
- Iglesia de Vang (alrededor de 1200), parroquia; construida en Noruega, fue trasladada en 1844 al territorio de la actual Polonia.

Suecia
- Iglesia de Hedared (posterior a 1501)